# 2021 w sporcie

## Styczeń
- 15 grudnia–3 stycznia – 28. Mistrzostwa Świata Organizacji PDC w dartach w Londynie. W finale Walijczyk Gerwyn Price pokonał Szkota Gary’ego Andersona 7:3[1]. Polak Krzysztof Ratajski dotarł do ćwierćfinału turnieju[2].
- 29 grudnia–6 stycznia – 69. Turniej Czterech Skoczni w skokach narciarskich. Po raz trzeci w karierze zwycięstwo odniósł Polak Kamil Stoch. Dawid Kubacki zajął trzecie miejsce[3].
- 1–10 stycznia – 15. edycja Tour de Ski w biegach narciarskich. Zwycięstwo odnieśli Rosjanin Aleksandr Bolszunow (po raz drugi z rzędu)[4] i Amerykanka Jessica Diggins[5]. Bołszunow wygrał także klasyfikację punktową. Wśród kobiet najlepsza w tej punktacji okazała się Szwedka Linn Svahn.
- 8–10 stycznia – 58. Mistrzostwa Europy w bobslejach i skeletonie w niemieckim Winterbergu. W rywalizacji bobsleistów triumf odnieśli reprezentanci Niemiec. Francesco Friedrich i Thorsten Margis zwyciężyli w duecie w rywalizacji dwójek (po raz trzeci) oraz w tercecie z Candy Bauerem i Alexandrem Schüllerem w zmaganiach czwórek. Wygraną w dwójkach kobiet odniosły Laura Nolte i Deborah Levi[6]. Wśród skeletonistów po zwycięstwo sięgnęli reprezentanci Rosji – Aleksandr Trietjakow (po raz drugi)[7] i Jelena Nikitina (po raz czwarty)[8].
- 9–10 stycznia – 51. Mistrzostwa Europy w saneczkarstwie na torach lodowych w łotewskiej Siguldzie. W rywalizacji jedynek najlepsi okazali się Niemiec Felix Loch (po raz trzeci)[9] i Rosjanka Tatjana Iwanowa (po raz piąty)[10]. W zmaganiach dwójek po wygraną sięgnęli reprezentanci Łotwy – Andris i Juris Šics[9]. Najlepszą drużyną została reprezentacja Rosji w składzie: Siemion Pawliczenko, Tatiana Iwanowa oraz Wsewolod Kaszkin i Konstantin Korszunow[10].
- 4–12 stycznia – 44. Mistrzostwa Świata Organizacji BDO w dartach. W finale Walijczyk Wayne Warren pokonał swojego rodaka Jima Williamsa 7:4[11].
- 11–13 stycznia – 10. edycja Judo World Masters w katarskiej Dausze. Po raz pierwszy w historii w zawodach zwyciężyła reprezentacja Francji[12].
- 3–15 stycznia – 43. edycja Rajdu Dakar w Arabii Saudyjskiej. W klasyfikacji samochodów po raz ósmy w karierze zwyciężył Francuz Stéphane Peterhansel (Mini John Cooper Works Buggy). Po raz pierwszy z rodakiem Édouardem Boulangerem. Jakub Przygoński i jego niemiecki pilot Timo Gottschalk zajęli czwarte miejsce. W rywalizacji motocyklistów triumf odniósł Argentyńczyk Kevin Benavides (Honda CRF 450 Rally). W klasyfikacji ciężarówek po wygraną sięgnęła rosyjska załoga – Dmitrij Sotnikow, Rusła Amkmadijew i Ilgiz Akmetzjanow (Kamaz 43509). W zmaganiach quadowców zwycięstwo odniósł Argentyńczyk Manuel Andújar (Yamaha Raptor 700R). W kategorii tej Kamil Wiśniewski zajął czwartą lokatę. W punktacji lekkich prototypów najlepsza okazała się czeska załoga – Josef Macháček i Pavel Vyoral (Can-Am DV 21). W klasyfikacji samochodów UTV zwycięstwo odniosła chilijska załoga – Francisco López Contardo i Juan Pablo Latrach Vinagre (Can-Am XRS). Startujący w tej klasie Aron Domżała i Maciej Marton oraz Michał Goczał i Szymon Gospodarczyk uplasowali się odpowiednio na 3. i 4. miejscu. W rywalizacji samochodów klasycznych triumf odniosła francuska załoga – Marc Douton i Emilien Etienne (Sunhill Buggy). Klasyfikację „Original by Motul” wygrał Litwin Arūnas Gelažninkas (KTM 450 Rally Replica)[13].
- 16 stycznia – Reprezentant Burkina Faso, Fabrice Zango, pobił halowy rekord świata w trójskoku wynikiem 18 metrów i 7 centymetrów podczas mityngu we francuskim Aubière[14].
- 10–17 stycznia – 47. edycja snookerowego turnieju Masters w angielskim Milton Keynes. W finale Chińczyk Yan Bingtao pokonał Szkota Johna Higginsa 10:8. Higgins uzyskał najwyższe brejk (145 punktów)[15].
- 16–17 stycznia – 116. Mistrzostwa Europy w łyżwiarstwie szybkim w wieloboju w holenderskim Heerenveen. Zmagania zdominowali reprezentanci gospodarzy. W klasyfikacji długiego wieloboju triumf odnieśli Patrick Roest i Antoinette de Jong, natomiast w wieloboju sprinterskim najlepsi okazali się Thomas Krol i Jutta Leerdam[16].
- 18 stycznia – PZPN poinformował o zwolnieniu Jerzego Brzęczka ze stanowiska selekcjonera reprezentacji Polski[17].
- 23 stycznia – 20. edycja Copa Sudamericana w piłce nożnej mężczyzn. Po raz pierwszy w historii po tytuł sięgnęli piłkarze Defensa y Justicia, którzy w decydującym pojedynku pokonali 3:0 CA Lanús[18].
- 22–24 stycznia – 25. Mistrzostwa Europy w short tracku w Gdańsku. Klasyfikację medalową wygrała reprezentacja Holandii przed Rosjanami i Francuzami. Polka Natalia Maliszewska wywalczyła srebrny medal w biegu na 500 metrów, natomiast w wieloboju zajęła piąte miejsce[19].
- 8–24 stycznia – 43. Halowe Mistrzostwa Świata w bowls w angielskim Norfolk. Po raz drugi w karierze tytuły mistrzowskie wywalczyli Anglik Mark Dawes i Walijka Laura Daniels[20].
- 24 stycznia – Amerykanin Ryan Crouser poprawił halowy rekord świata w pchnięciu kulą rezultatem 22 metrów i 82 centymetrów podczas mityngu w amerykańskim mieście Fayetteville, w stanie Arkansas[21].

- 27 stycznia – pierwszy zawodnik IX edycji regat Vendée Globe ukończył wyścig dookoła świata[22].
- 29 stycznia – zakończył się 35. sezon Pucharu Świata w skeletonie. W klasyfikacji generalnej najlepsi okazali się Łotysz Martins Dukurs (po raz dziesiąty)[23] i Austriaczka Janine Flock (po raz drugi)[24].
- 30 stycznia – 61. edycja Copa Libertadores w piłce nożnej mężczyzn w brazylijskim Rio de Janeiro. Po raz drugi w historii po trofeum sięgnęli piłkarze Palmeiras, którzy w decydującym pojedynku pokonali 1:0 Santos[25].
- 13–31 stycznia – 27. Mistrzostwa Świata w piłce ręcznej w Egipcie. Reprezentacja Danii obroniła tytuł mistrzowski po wygranej ze Szwedami 26:24. Brąz wywalczyli Hiszpanie, którzy pokonali Francuzów 35:29. MVP turnieju i najlepszym lewym rozgrywającym został Duńczyk Mikkel Hansen, natomiast królem strzelców reprezentant Kataru Frankis Marzo (58 trafień). Wyróżnieni zostali także: Duńczyk Mathias Gidsel (prawoskrzydłowy), Szwedzi – Andreas Palicka (bramkarz), Hampus Wanne (lewoskrzydłowy) i Jim Gottfridsson (środkowy rozgrywający), Hiszpan Ferran Solé (prawy rozgrywający) i Francuz Ludovic Fabregas (obrotowy)[26].
- 27–31 stycznia:
  - 28. Mistrzostwa Europy w biathlonie w Dusznikach Zdroju. Klasyfikację medalową wygrała reprezentacja Polski wspólnie z Łotyszami. Złoto wywalczyły Monika Hojnisz-Staręga (bieg indywidualny) oraz Kamila Żuk (bieg pościgowy)[27].
  - 27. edycja snookerowego turnieju German Masters w Milton Keynes. W angielskim finale Judd Trump pokonał Jacka Lisowkiego 9:2. Najwyższego brejka uzyskał inny z reprezentantów Anglii, Barry Hawkins (140 punktów)[28].
  - 13. edycja badmintonowego turnieju BWF World Tour Finals w tajskim Bangkoku. W grze pojedynczej zwycięstwo odnieśli Duńczyk Anders Antonsen i reprezentantka Chińskiej Tajpej, Tai Tzu-ying. W męskim deblu najlepszy okazał się duet z Chińskiej Tajpej, Lee Yang i Wang Chi-lin, natomiast w kobiecym koreańska para, Lee So-hee i Shin Seung-chan. W grze mieszanej po zwycięstwo sięgnęła tajska para, Dechapol Puavaranukroh i Sapsiree Taerattanachai[29].
- 29–31 stycznia:
  - 50. Mistrzostwa Świata w saneczkarstwie na torach lodowych w kanadyjskim Calgary. W zmaganiach jedynek zwycięstwo odnieśli Rosjanin Roman Riepiłow (po raz drug)[30] i Niemka Julia Taubitz[31]. Taubitz sięgnęła także po wygraną w sprincie, wśród mężczyzn triumfował natomiast Austriak Nico Gleirscher[32]. W rywalizacji dwójek najlepsi okazali się reprezentanci Niemiec. Na dłuższym dystansie wygrali Toni Eggert i Sascha Benecken[30], natomiast na krótszym Tobias Wendl i Tobias Arlt[32]. W zmaganiach drużynowych triumf odnieśli reprezentanci Austrii w składzie: Madeleine Egle, David Gleirscher oraz Thomas Steu i Lorenz Koller[31].
  - 25. edycja X Games, czyli Igrzysk Sportów Ekstremalnych w amerykańskim Aspen. Klasyfikację medalową wygrali reprezentanci Stanów Zjednoczonych przed Chińczykami i Szwajcarami[33].
  - 4. edycja turnieju Willingen Six w skokach narciarskich. Zawody wygrał Norweg Halvor Egner Granerud. Piotr Żyła zajął czwarte, natomiast Dawid Kubacki piąte miejsce[34].
  - 8. edycja turnieju Nordic Combined Triple w kombinacji norweskiej. Po raz drugi z rzędu najlepszy okazał się Norweg Jarl Magnus Riiber[35].
  - 9. edycja dartowego turnieju Masters w angielskim Milton Keynes. W finale Walijczyk Johnny Clayton pokonał Anglika Mervyna Kinga 11:8[36].
- 30–31 stycznia:
  - 72. Mistrzostwa Świata w kolarstwie przełajowym w belgijskim Ostend. Zwycięstwo odnieśli reprezentanci Holandii – Mathieu van der Poel (po raz czwarty)[37] i Lucinda Brand[38].
  - 60. edycja 24-godzinnego wyścigu Daytona. W najwyższej klasie DPi triumfowała załoga amerykańskiego zespołu Konica Minolta Acura ARX-05, która była reprezentowana przez Portugalczyka Filipe Albuquerque, Brazylijczyka Hélio Castronevesa oraz Amerykanów, Alexandra Rossiego i Ricky Taylora. W klasie LMP2 najlepsza okazała się amerykańska ekipa Era Motorsport, której barw bronili Francuz Paul-Loup Chatin, Amerykanin Dwight Merriman oraz Brytyjczycy, Ryan Dalziel i Kyle Tilley. W kategorii GTLM po zwycięstwo sięgnął amerykański zespół Corvette Racing, w którym jechali Holender Nicky Catsburg, Hiszpan Antonio Garcia i Amerykanin Jordan Taylor. W klasie LMP3 triumf odniosła amerykańska stajnia Riley Motorsports, w której składzie znaleźli się Australijczyk Scott Andrews oraz reprezentanci USA – Oliver Askew, Spencer Pigot i Gar Robinson. W kategorii GTD jako pierwsza linię mety przecięła amerykańska załoga HTP Winward Racing, którą reprezentowali Kanadyjczyk Mikaël Grenier, Australijczyk Kenny Habul, Włoch Raffaelle Marciello i Niemiec Luca Stolz[39].
- 31 stycznia:
  - zakończył się 37. sezon Pucharu Świata w boslejach mężczyzn. Niemiec Francesco Friedrich zwyciężył we wszystkich klasyfikacjach – dwójkach, czwórkach oraz w kombinacji[40].
  - zakończył się 36. sezon Pucharu Świata w łyżwiarstwie szybkim. W klasyfikacji generalnej skróconego z powodu pandemii koronawirusa sezonu najlepsi okazali się reprezentanci Holandii, Dai Dai Ntab (500 metrów), Patrick Roest (długi dystans), Kai Verbij (1000 metrów), Thomas Krol (1500 metrów), Femke Kok (500 metrów), Irene Schouten (długi dystans i bieg masowy), Belg Bart Swings (bieg masowy), Amerykanka Brittany Bowe (1000 i 1500 metrów) oraz reprezentacja Kanady i Norweżki (bieg pościgowy)[41][42].
  - 71. finał Pro Bowl w futbolu amerykańskim w amerykańskim mieście Inglewood, w stanie Kalifornia. Zawody zostały odwołane z powodu pandemii koronawirusa[43].

## Luty
- 16 stycznia–7 lutego – 6. edycja Pucharu Narodów Afryki w Kamerunie. Turniej został przełożony na przełom stycznia i lutego 2022 roku z powodu pandemii koronawirusa[44].
- 2–6 lutego – 2. edycja tenisowego turnieju ATP Cup w australijskim Melbourne. W finale reprezentanci Rosji (w składzie: Andriej Rublow, Daniił Medwiediew oraz Jewgienij Donskoj i Asłan Karacewi) pokonali Włochów (w składzie: Fabio Fognini, Matteo Berrettini oraz Simone Bolelli i Andrea Vavassori) 2:0[45].
- 6 lutego – 30. finał Klubowych Mistrzostwa Świata koszykówce mężczyzn w argentyńskim Buenos Aires. Po pierwszy w historii tytuł sięgnęli koszykarze hiszpańskiego Hereda San Pablo Burgos, którzy pokonali graczy argentyńskiego Quimsa 82:73. Najbardziej wartościowym zawodnikiem turnieju został Brazylijczyk Vítor Benite[46].
- 4–7 lutego – 12. edycja snookerowego turnieju Shoot-Out w Milton Keynes. W finale Walijczyk Ryan Day pokonał Anglika Marka Selby’ego 67:24. Najwyższego brejka uzyskał reprezentant Irlandii Północnej Mark Allen (142 punkty)[47].
- 7 lutego:
  - 55. finał Super Bowl w futbolu amerykańskim w amerykańskim Tampa, w stanie Floryda. Zwycięstwo odnieśli zawodnicy Tampa Bay Buccaneers, którzy pokonali futbolistów Kansas City Chiefs 31:9. To drugie mistrzostwo w historii tego klubu. MVP turnieju został Amerykanin Tom Brady[48].
  - zakończył się 44. sezon Pucharu Świata w saneczkarstwie na torach lodowych. W klasyfikacji generalnej jedynek triumfowali reprezentanci Niemiec – Felix Loch (po raz siódmy) i Natalie Geisenberger (po raz ósmy). W punktacji sprinterskiej Loch odniósł wspólne zwycięstwo z Włochem Kevinem Fischnallerem, natomiast wśród kobiet najlepsza okazała się jego rodaczka Julia Taubitz. Po kryształową kulę za wygranie klasyfikacji łącznej i sprinterskiej sięgnął austriacki duet – Thomas Steu i Lorenz Koller. Sztafetę mieszaną wygrała reprezentacja Niemiec[49].
- 9 lutego – Etiopka Gudaf Tsegay podczas mityngu we francuskim Liévin poprawiła halowy rekord świata w biegu na 1500 metrów rezultatem 3:53,09[50].
- 10 lutego – zakończył się 29. sezon Pucharu Świata w saneczkarstwie na torach naturalnych. W zmaganiach jedynek po kryształowe kule sięgnęli Austriak Michael Scheikl[51]. i Włoszka Evelin Lanthaler (po raz piąty)[52]. W rywalizacji dwójek triumf odnieśli reprezentanci Włoch – Patrick Pigneter i Florian Clara (po raz dwunasty)[53]. Reprezentacja Włoch sięgnęła po Puchar Narodów. Polacy zajęli w tej klasyfikacji 6. miejsce[54].
- 4–11 lutego – 17. edycja Klubowych Mistrzostwa Świata w piłce nożnej mężczyzn w Katarze. Po raz drugi w historii po tytuł mistrzowski sięgnęli piłkarze niemieckiego klubu Bayern Monachium, którzy w finale pokonali meksykański zespół Tigres UANL 1:0. Najbardziej wartościowym zawodnikiem turnieju został Polak Robert Lewandowski, natomiast królem strzelców Francuz André-Pierre Gignac (trzy gole)[55].
- 11 lutego – Z powodu pandemii koronawirusa 5. edycja turnieju Raw Air w skokach narciarskich została odwołana[56].
- 5–14 lutego – 65. Mistrzostwa Świata w bobslejach i skeletonie w niemieckim Altenbergu. Zmagania zdominowali reprezentanci Niemiec, którzy wywalczyli pięć z siedmiu możliwych do zdobycia złotych medali. W rywalizacji skeletonistów zwyciężyli Tina Hermann (po raz czwarty) i Christopher Grotheer[57]. W męskich bobslejach najlepsi okazali się Francesco Friedrich i Alexander Schüller w duecie[58] oraz w czwórce wspólnie z Thorstenem Margisem i Candym Bauerem[59] oraz Amerykanka Kaillie Humphries (indywidualnie)[59] oraz w duecie z rodaczką Lolo Jones[60].
- 11–14 lutego – 21. Mistrzostwa Świata w łyżwiarstwie szybkim na dystansach w holenderskim Heerenveen. Klasyfikację medalową wygrała reprezentacja Holandii. Podium dopełnili Amerykanie i Szwedzi. Najlepiej spisała się drużyna kobiet (w składzie: Natalia Czerwonka, Magdalena Czyszczoń i Karolina Bosiek), która zajęła piąte miejsce[61][62][63][64].
- 12–14 lutego – 23. Mistrzostwa Świata w saneczkarstwie na torach naturalnych w austriackim Umhausen. W rywalizacji jedynek najlepsi okazali się Austriak Thomas Kammerlander[65] i Włoszka Evelin Lanthaler (po raz trzeci)[66]. Lanthaler wspólnie z rodakiem Alexem Gruberem odniosła zwycięstwo w zmaganiach drużynowych. W dwójkach mężczyzn triumf odnieśli Patrick Pigneter i Florian Clara (po raz piąty)[66].
- 14 lutego:
  - 63. edycja wyścigu NASCAR Daytona 500. Zwycięstwo odniósł reprezentant Arizony Michael McDowell (Front Row Motorsports)[67].
  - Szwed Nils van der Poel podczas MŚ w łyżwiarstwie szybkim w holenderskim Heerenveen pobił rekord świata wynikiem 12:32.95 sekundy na dystansie 10 000 metrów[68].
- 15–20 lutego – 15. Halowe Mistrzostwa Świata w łucznictwie w Wielkiej Brytanii. Zawody zostały odwołane z powodu pandemii koronawirusa[69].
- 16–20 lutego – 26. Mistrzostwa Świata drużyn mieszanych w badmintonie w fińskim Vantaa. W finale reprezentacja Danii pokonała Francję 3:0[70].
- 20 lutego – 2. edycja prestiżowego konkursu jeździeckiego Saudi Cup w arabskim Riyadh. Zwycięstwo odniósł irlandzki dżokej David Egan na koniu Mishriff. Trenerem załogi był Brytyjczyk John Gosden[71].
- 8–21 lutego – 109. edycja wielkoszlemowego turnieju tenisowego Australian Open. W grze pojedynczej triumfowali Serb Novak Đoković (po raz dziewiąty)[72] i Japonka Naomi Ōsaka (po raz drugi)[73]. W rywalizacji deblowej najlepsi okazali się Chorwat Ivan Dogig i Słowak Filip Polášek[74] oraz Belgijka Elise Mertens i Białorusinka Alyna Sabalenka (po raz drugi)[75]. W grze mieszanej po zwycięstwo sięgnęli Czeszka Barbora Krejčíková i Amerykanin Rajeev Ram (po raz drugi)[76].
- 9–21 lutego:
  - 52. Mistrzostwa Świata w biathlonie w słoweńskiej Pokljuce. Klasyfikację medalową wygrała reprezentacja Norwegii przed Francuzami i Szwedami[77]. Najlepszy wynik spośród reprezentantów Polski osiągnęła żeńska sztafeta, która zajęła szóstą pozycję[78].
  - 46. Mistrzostwa Świata w narciarstwie alpejskim we włoskiej Cortina d’Ampezzo. W klasyfikacji medalowej triumfowała reprezentacja Austrii przed Szwajcarią i Francją[79]. Polka Maryna Gąsienica-Daniel najlepszy wynik osiągnęła w slalomie gigancie, gdzie zajęła szóste miejsce[80].
- 15–21 lutego – 30. edycja snookerowego turnieju Welsh Open w walijskim Newport. W finale reprezentant Irlandii Północnej Jordan Brown pokonał Anglika Ronniego O’Sullivana 9:8. Najwyższego brejka uzyskał Chińczyk Zhao Xintong (143 punkty)[81].
- 21 lutego – zakończył się 16. sezon Pucharu Kontynentalnego w skokach narciarskich kobiet. W klasyfikacji generalnej najlepsza okazała się Austriaczka Hannah Wiegele[82].
- 24 lutego – Amerykanin Grant Holloway rezultatem 7,29 sekundy poprawił halowy rekord świata w biegu na 110 metrów przez płotki podczas mityngu w Madrycie[83].
- 21–27 lutego – 3. edycja kolarskiego wyścigu UAE Tour w Zjednoczonych Emiratach Arabskich. Jako pierwszy linię mety przeciął Słoweniec Tadej Pogačar (grupa UAE Team Emirates). Słoweniec triumfował także w klasyfikacji młodzieżowców. W klasyfikacji punktowej zwyciężył Holender David Dekker (holenderska grupa Team Jumbo-Visma), natomiast w sprinterskiej Francuz Tony Gallopin (francuska grupa AG2R Citroën Team). Najlepszą drużyną okazała się UAE Team Emirates[84].
- 22–27 lutego – 18. Halowe Mistrzostwa Europy w łucznictwie w Słowenii. Zawody zostały odwołane z powodu pandemii koronawirusa[85].
- 27 lutego – 76. (16. u kobiet) edycja kolarskiego wyścigu Omloop Het Nieuwsblad. Jako pierwszy linię mety przeciął Włoch Davide Ballerini (belgijska grupa Deceuninck-Quick Step)[86]. Wśród kobiet najlepsza po raz drugi w karierze okazała się Holenderka Anna van der Breggen (holenderska grupa SD Worx)[87].
- 22–28 lutego:
  - 24. Mistrzostwa Świata w biegu na orientację w estońskim Kääriku. Klasyfikację medalową wygrała reprezentacja ex-aequo reprezentanci Norwegii i Rosji przed Estończykami[88].
  - 11. edycja snookerowego turnieju Players Championship w angielskim Southport. W finale Szkot John Higgins pokonał Anglika Ronniego O’Sullivana 10:3[89].
- 25–28 lutego – 21. Mistrzostwa Świata WGC w golfie w meksykańskim Naucalpan. Zwycięstwo odniósł Amerykanin Collin Morikawa[90].
- 28 lutego:
  - zakończył się 16. sezon Pucharu FIS w skokach narciarskich mężczyzn. Zwycięstwo w klasyfikacji generalnej odniósł Austriak Maximilian Ortner[91].
  - zakończył się 10. sezon Pucharu FIS w skokach narciarskich kobiet. Po triumf w klasyfikacji generalnej sięgnęła Słowenka Jerneja Repinc Zupančič[92].

## Marzec
- 6 marca – 15. (7. u kobiet) edycja kolarskiego wyścigu Strade Bianche. Jako pierwsi linię mety przecięli reprezentanci Holandii – Mathieu van der Poel wśród mężczyzn[93] i Chantal van den Broek-Blaak u kobiet[94].
- 23 lutego–7 marca – 42. Mistrzostwa Świata w narciarstwie klasycznym w niemieckim Oberstdorfie. W klasyfikacji medalowej triumf odnieśli Norwedzy, którzy wyprzedzili Austriaków i Szwedów[95]. Reprezentacja polskich skoczków wywalczyła dwa medale – po złoto na normalnej skoczni sięgnął Piotr Żyła[96], natomiast po brąz drużyna (w składzie: Żyła, Andrzej Stękała, Kamil Stoch i Dawid Kubacki)[97].
- 1–7 marca – 5. edycja snookerowego turnieju Gibraltar Open w angielskim Milton Keynes. W angielskim finale Judd Trump pokonał Jacka Lisowskiego 4:0. Najwyższego brejka uzyskał Walijczyk Jamie Jones (145 punktów)[98].
- 5–7 marca:
  - 36. Halowe Mistrzostwa Europy w lekkoatletyce w Toruniu. Klasyfikację medalową wygrała reprezentacja Holandii przed Portugalią i Wielką Brytanią. Polacy wywalczyli dziesięć medali. Złoto zdobył Patryk Dobek w biegu na 800 metrów[99]. Po srebro sięgnęli kulomiot Michał Haratyk[100] oraz biegacze – Justyna Święty-Ersetic (bieg na 400 metrów)[101], Marcin Lewandowski (bieg na 1500 metrów)[102], Marcin Borkowski (bieg na 800 metrów)[99] i Joanna Jóźwik (bieg na 800 metrów)[101]. Brązowy medal wywalczyła biegaczka Angelika Cichocka (bieg na 800 metrów)[101], tyczkarz Piotr Lisek[103], siedmioboista Paweł Wiesiołek[104] oraz sztafeta 4x400 metrów kobiet (w składzie: Natalia Kaczmarek, Małgorzata Hołub-Kowalik, Kornelia Lesiewicz i Aleksandra Gaworska)[105].
  - 45. Mistrzostwa Świata w short tracku w holenderskim Dordrechcie. W klasyfikacji medalowej najlepsi okazali się Holendrzy, którzy wyprzedzili Węgrów i Kanadyjczyków[106][107][108].
  - 19. edycja dartowego turnieju UK Open w angielskim Minehead. W angielskim finale James Wade pokonał Luke’a Humphriesa 11:5. To trzeci tytuł w karierze Anglika[109]. Polak Krzysztof Ratajski dotarł do ćwierćfinału turnieju[110].
- 7 marca:
  - Podczas gali UFC 259 w Las Vegas Polak Jan Błachowicz pokonał jednogłośnie na punkty Nigeryjczyka Israela Adesanyę i obronił mistrzowski pas UFC w kategorii półciężkiej[111].
  - 70. edycja Meczu Gwiazd NBA w Atlancie, w stanie Georgia. W finale Team Durant pokonał Team LeBron 170:150. MVP turnieju został Grek Giannis Antetokounmpo z klubu Milwaukee Bucks[112].
- 1–9 marca – 9. Mistrzostwa Świata w baseballu kobiet w meksykańskiej Tijuanie. Zawody zostały przeniesione na przełom października i listopada z powodu pandemii koronawirusa[113].
- 11 lutego–11 marca – 4. Mistrzostwa Świata w narciarstwie Dowolnym i snowboardingu w szwedzkim Idre Fjäll, słoweńskiej Roglii oraz kazachskim Ałmaty.
- 4–13 marca – 50. Mistrzostwa Świata w żeglarskiej klasie 470 w portugalskiej Vilamourze. Wśród mężczyzn najlepsi okazali się reprezentanci Szwecji – Anton Dahlberg i Fredrik Bergström. W rywalizacji kobiet triumf odniosły Hiszpanki – Silvia Mas i Patricia Cantero. W zmaganiach drużyn mieszanych wygrali reprezentanci Izraela – Gil Cohen i Noam Homri. Polki Agnieszka Skrzypulec i Jolanta Ogar zajęły szóstą pozycję
- 7–13 marca – 26. Mistrzostwa Europy w windsurfingowej klasie RS:X w portugalskiej[114]. Vilamourze. Po tytuły mistrzowskie sięgnęli Holender Kiran Badloe (po raz drugi) i Francuzka Charline Picon (po raz trzeci). Polka Zofia Klepacka zdobyła brązowy medal. Piotr Myszka zajął czwarte, natomiast Radosław Furmański piąte miejsce[115].
- 13 marca:
  - zakończył się 31. sezon Pucharu Alpen w skokach narciarskich mężczyzn. Po triumf w klasyfikacji generalnej sięgnął Austriak Markus Müller[116].
  - zakończył się 31. sezon Pucharu Alpen w skokach narciarskich kobiet. Zwycięstwo w klasyfikacji generalnej odniosła Słowenka Nika Prevc[117].
- 7–14 marca – 79. edycja kolarskiego wyścigu Paryż-Nicea. Po raz drugi z rzędu najlepszy okazał się Niemiec Maximilian Schachmann (Bora-Hansgrohe). W klasyfikacji punktowej zwyciężył Słoweniec Primož Roglič (Jumbo-Visma), w górskiej Francuz Anthony Perez (Cofidis, Solutions Crédits), w młodzieżowej Rosjanin Aleksandr Własow (Astana-Premier Tech), natomiast w drużynowej kazachska grupa Astana-Premier Tech. Najaktywniejszym zawodnikiem zawodów był Francuz Warren Barguil (Arkéa–Samsic)[118].
- 11–14 marca – 48. edycja golfowego turnieju Players Championship w amerykańskim Ponte Vedra Beach, w stanie Floryda. Po tytuł mistrzowski sięgnął Amerykanin Justin Thomas[119].
- 13–14 marca – 20. edycja Pucharu Europy w rzutach w portugalskiej Leirze. Zawody zostały odwołane z powodu pandemii koronawirusa[120].
- 14 marca – zakończył się 40. sezon Pucharu Świata w biegach narciarskich. W klasyfikacji generalnej cyklu oraz w punktacji długodystansowej triumfowali Rosjanin Aleksandr Bołszunow (po raz drugi) i Amerykanka Jessica Diggins. W klasyfikacji sprinterskiej najlepsi okazali się Włoch Federico Pellegrino i Słowenka Anamarija Lampič. W punktacji młodzieżowców po wygraną sięgnęli Francuz Hugo Lapalus i Szwedka Linn Svahn. Po Puchar Narodów w klasyfikacji łącznej i męskiej sięgnęli Rosjanie, natomiast u kobiet Szwedki[121].
- 10–16 marca:
  - 56. edycja kolarskiego Tirreno-Adriatico. Zwycięstwo odniósł Słoweniec Tadej Pogačar (UAE Team Emirates), który triumfował także w klasyfikacji górskiej i młodzieżowej. Belg Wout van Aert (Jumbo-Visma) wygrał klasyfikację punktową. Ekipa Astana-Premier Tech zwyciężyła w klasyfikacji drużynowej[122].
  - 66. Mistrzostwa Europy w żeglarskiej klasie Finn w portugalskiej Vilamourze. Zwycięstwo odnieśli po raz drugi w karierze Węgier Zsombor Berecz[123].
- 6 lutego–20 marca – 22. edycja Pucharu Sześciu Narodów w rugby union. Po tytuł mistrzowski sięgnęli reprezentanci Walii. MVP turnieju został Szkot Hamish Watson. Najwięcej przyłożeń odnotował jego rodak Duhan van der Merwe (5), natomiast najwięcej punktów wywalczył Irlandczyk Johnny Sexton (65 punktów)[124].
- 20 marca:
  - 112. edycja kolarskiego wyścigu Mediolan-San Remo. Jako pierwszy linię mety przeciął Belg Jasper Stuyven (Trek-Segafredo)[125].
  - Chinka Yang Jiayu w trakcie krajowych mistrzostw w Huangshan poprawiła rekord świata w chodzie na 20 kilometrów wynikiem 1 godziny 23 sekund i 49 setnych sekundy[126].
- 5–21 marca – 12. edycja Copa Libertadores Femenina w piłce nożnej kobiet w Argentynie. Z powodu pandemii koronawirusa zawody zostały przeniesione na okres 30 września – 16 października[127].
- 6–21 marca – 36. edycja Regat o Puchar Ameryki w Nowej Zelandii. Po zwycięstwo sięgnęła nowozelandzka załoga Royal Yacht Squadron[128].
- 18–21 marca – 35. Mistrzostwa Świata w narciarstwie telemarkowym we szwajcarskim Melchsee-Frutt. Klasyfikację medalową wygrała reprezentacja Szwajcarii przed Norwegami i Niemcami[129].
- 19–21 marca – 12. edycja Finału Pucharu Świata w biegach narciarskich w norweskim Lillehammer. Zawody zostały odwołane z powodu pandemii koronawirusa[130].
- 21 marca:
  - zakończył się 44. sezon Pucharu Świata w biathlonie. Po duże kryształowe kule sięgnęli reprezentanci Norwegii, Johannes Thingnes Bø (po raz trzeci z rzędu) i Tiril Eckhoff. Obaj wygrali także małe kryształowe kule za wygranie klasyfikacji sprintu, natomiast Eckhoff odniosła również triumf w punktacji biegu pościgowego. W pozostałych klasyfikacjach zwyciężyli reprezentanci Norwegii, Sturla Holm Lægreid (bieg indywidualny i pościgowy), Tarjei Bø (bieg masowy) i Ingrid Landmark Tandrevold (bieg masowy), Włoszka Dorothea Wierer (bieg indywidualny) oraz Austriaczka Lisa Theresa Hauser (bieg indywidualny). Reprezentacja Norwegii wygrała wszystkie klasyfikacje drużynowe z wyjątkiem żeńskiej sztafety, w której najlepsze okazały się Szwedki[131].
  - zakończył się 38. (1. u kobiet) sezon Pucharu Świata w kombinacji norweskiej. W klasyfikacji końcowej najlepsi okazali się Norweg Jarl Magnus Riiber (po raz trzeci z rzędu) i Amerykanka Tara Geraghty-Moats. Riiber został najlepszym biegaczem, natomiast Geraghty-Moats najlepszą skoczkinią sezonu. Najlepszym skoczkiem wśród mężczyzn został Fin Ilkka Herola, natomiast najlepszą biegaczką u kobiet Norweżka Gyda Westvold Hansen. Puchar Narodów wywalczyli reprezentanci Niemiec oraz reprezentantki Norwegii[132].
  - zakończył się 55. sezon Pucharu Świata w narciarstwie alpejskim. W klasyfikacji generalnej triumfowali Francuz Alexis Pinturault i Słowaczka Petra Vlhová. Obaj zdobyli także małą kryształową kulę za wygranie slalomu równoległego. Pinturault zwyciężył również w klasyfikacji slalomu giganta. Pozostałe trofea wywalczyli reprezentanci Austrii, Marco Schwarz (slalom), Vincent Kriechmayr (supergigant) i Katharina Liensberger (slalom), Szwajcarzy Beat Feuz (zjazd) i Lara Gut-Behrami (supergigant) oraz Włoszki Sofia Goggia (zjazd) i Marta Bassino. Reprezentacja Szwajcarii wywalczyła Puchar Narodów, zarówno w rywalizacji męskiej i kobiecej, jak i ogólnej[133].
  - 1. edycja snookerowego turnieju WST Pro Series w angielskim Milton Keynes. Ostatecznie po zwycięstwo sięgnął Walijczyk Mark Williams. Najwyższego brejka uzyskał Anglik Gary Wilson (147 punktów)[134].
- 23 marca – 14. finał Pucharu CEV w piłce siatkowej kobiet. W dwumeczu lepsze okazały się zawodniczki włoskiego Saugella Monza, które dwukrotnie pokonały rywalki z tureckiego Galatasaray SK 3:0. Najbardziej wartościową zawodniczką turnieju została Włoszka Alessia Orro[135].
- 24 marca
  - 45. edycja kolarskiego wyścigu mężczyzn Driedaagse Brugge-De Panne. Najlepszy okazał się Irlandczyk Sam Bennett (Deceuninck-Quick Step)[136].
  - 14. finał Pucharu Challenge w piłce siatkowej mężczyzn. W dwumeczu lepsza okazała się włoska drużyna Allianz Milano, która pokonała turecki klub Ziraat Bankası 3:2, 3:2. MVP turnieju został Francuz Jean Patry[137].
  - 14. finał Pucharu Challenge w piłce siatkowej kobiet. W pojedynku dwumeczowym lepiej spisały się tureckie siatkarki Sistem9 Yeşilyurt Stambuł, które dwukrotnie pokonały zawodniczki rumuńskiego CS Volei Alba-Blaj 3:0. Najbardziej wartościową zawodniczką turnieju została Rumunka Alexia-Ioana Căruțașu[138].
- 25 marca
  - 14. finał Pucharu CEV w piłce siatkowej mężczyzn. W rosyjskim dwumeczu lepsi okazali się zawodnicy Dinamo Moskwa, którzy pokonali rywali z Zenitu Petersburg 3:2, 3:1. To drugi tytuł w historii rosyjskiego klubu. MVP turnieju został Rosjanin Pawieł Pankow[139].
  - 4. edycja kolarskiego wyścigu kobiet Driedaagse Brugge-De Panne. Triumf odniosła Australijka Grace Brown (Team BikeExchange)[140].
- 26 marca – 63. edycja kolarskiego wyścigu E3 Saxo Bank Classic w Belgii. Jako pierwszy linię mety przeciął Duńczyk Kasper Asgreen (Deceuninck-Quick Step)[141].
- 18 lutego–27 marca – 4. Mistrzostwa Świata w narciarstwie dowolnym i snowboardzie w szwedzkim Idre Fjäll, słoweńskiej Rogli, kazachskim Ałmaty oraz amerykańskim Aspen. W klasyfikacji medalowej triumfowali reprezentanci Rosji przed Kanadyjczykami i Szwajcarami[potrzebny przypis].
- 27 marca – 25. edycja Pucharu Świata w jeździectwie w Dubaju. Zwycięstwo odniósł panamski dżokej Luis Saez na amerykańskim koniu Mystic Guide. Trenerem był Amerykanin Michael Stidham[142].
- 27 marca – zakończył się 49. sezon Pucharu Świata w narciarstwie dowolnym. W klasyfikacji park & pipe oraz slopestyle triumfowali Amerykanin Colby Stevenson[143] i Francuzka Tess Ledeux[144]. W punktacji ski cross zwyciężyli Kanadyjczyk Reece Howden[145] i Szwajcarka Fanny Smith[145]. W jazdach po muldach najlepsi okazali się Australijczyk Matt Graham[146] i Francuzka Perrine Laffont[146]. W zmaganiach halpipe po wygraną sięgnęli Amerykanin Aaron Blunck[147] i Kanadyjka Rachael Karker[148]. W skokach akrobatycznych triumf odnieśli Rosjanin Maksim Burow[149] i Australijka Laura Peel[149]. W rywalizacji big air najlepsi okazali się Norweg Birk Ruud[150] i Szwajcarka Giulia Tanno[150]. Puchar Narodów wywalczyła reprezentacja Szwajcarii.
- 20–28 marca – 3. edycja turnieju Russian Blue Bird w skokach narciarskich kobiet. Po zwycięstwo sięgnęła Austriaczka Marita Kramer[151].
- 22–28 marca:
  - 110. Mistrzostwa Świata w łyżwiarstwie figurowym w szwedzkim Sztokholmie. Wśród solistów najlepsi okazali się Amerykanin Nathan Chen (po raz trzeci)[152] i Rosjanka Anna Szczerbakowa[153]. Zarówno w rywalizacji par sportowych, jak i par tanecznych, zwycięstwo również odnieśli reprezentanci Rosji – Anastasija Miszyna i Aleksandr Gallamow[154] oraz Wiktorija Sinicyna i Nikita Kacałapow[155].
  - 3. edycja snookerowego turnieju Tour Championship w walijskim Llandudno. W finale Australijczyk Neil Robertson pokonał Anglika Ronnie O’Sullivana 10:4. Najwyższego brejka uzyskał Anglik Barry Hawkins (138 punktów)[156].
  - 100. edycja kolarskiego wyścigu Volta Ciclista a Catalunya, czyli Wyścigu Dookoła Katalonii. Zwycięstwo odniósł Brytyjczyk Adam Yates (Ineos Grenadiers). W klasyfikacji punktowej i górskiej triumfował Kolumbijczyk Esteban Chaves (Team BikeExchange), natomiast w klasyfikacji młodzieżowej Portugalczyk João Almeida (Deceuninck-Quick Step). Najbardziej aktywnym zawodnikiem wyścigu był Belg Thomas De Gendt (Lotto-Soudal). Najlepszą drużyną okazała się brytyjska grupa Ineos Grenadiers[157].
- 24–28 marca – 22. Mistrzostwa Świata WGC Match Play w golfie w amerykańskim Austin, w stanie Teksas. Po tytuł mistrzowski sięgnął Amerykanin Billy Horschel[158].
- 26–28 marca:
  - 7. edycja miniturnieju Planica Seven w skokach narciarskich mężczyzn. Zwycięstwo odniósł Niemiec Karl Geiger[159].
  - Mistrzostwa Świata w parkourze w Japonii. Zawody zostały przeniesione z powodu pandemii koronawirusa[160].
- 28 marca:
  - zakończył się 42. sezon Pucharu Świata w skokach narciarskich mężczyzn. Po kryształową kulę sięgnął Norweg Halvor Egner Granerud[161]. Polak Kamil Stoch zajął trzecie miejsce. Puchar Narodów wywalczyła reprezentacja Norwegii. Polacy zajęli drugą pozycję[162].
  - zakończył się 24. sezon Pucharu Świata w lotach narciarskich. Małą kryształową kulę zdobył Niemiec Karl Geiger[163].
  - zakończył się 10. sezon Pucharu Świata w skokach narciarskich kobiet. Zwycięstwo w klasyfikacji generalnej odniosła Słowenka Nika Križnar[164]. Puchar Narodów trafił w ręce reprezentacji Austrii[165].
  - zakończył się 27. sezon Pucharu Świata w snowboardzie. W klasyfikacji slalomu równoległego triumfowali Włoch Aaron March[166] i Szwajcarka Julie Zogg[166], natomiast w klasyfikacji slalomu giganta równoległego najlepsi okazali się inny z reprezentantów Półwyspu Apenińskiego, Roland Fischnaller[167] oraz Niemka Ramona Theresia Hofmeister[167]. March i Ramona Theresia Hofmeister zwyciężyli również w klasyfikacji łącznej obu konkurencji[168]. W snowboard crossie po wygraną sięgnęli Austriak Alessandro Hämmerle[169] i Czeszka Eva Samková[169]. W klasyfikacji slopestyle oraz sumującej konkurencje dowolne najlepsi okazali się Norweg Marcus Kleveland[170] i Austriaczka Anna Gasser[170]. W rywalizacji halfpipe po zwycięstwo sięgnęli Japończyk Yūto Totsuka[171] i Amerykanka Chloe Kim[171]. W zmaganiach big air triumf odnieśli Kanadyjczyk Maxence Parrot[172] i Nowozelandka Zoi Sadowski-Synnott[172]. Puchar Narodów wywalczyła reprezentacja Austrii.
  - 83. edycja (10. u kobiet) kolarskiego wyścigu Gandawa-Wevelgem. Po zwycięstwo sięgnęli Belg Wout van Aert (Team Jumbo-Visma)[173] i Holenderka Marianne Vos (Team Jumbo-Visma)[174].
  - zakończyła się 30. edycja Pucharu Kontynentalnego w skokach narciarskich mężczyzn. W klasyfikacji indywidualnej najlepszy okazał się Austriak Markus Schiffner[175], natomiast w klasyfikacji drużynowej reprezentacja Austrii[176].
- 31 marca – 75. edycja (9. u kobiet) kolarskiego wyścigu Dwars door Vlaanderen. Wśród mężczyzn triumf odniósł Holender Dylan van Baarle (Ineos Grenadiers)[177], natomiast u kobiet jego rodaczka Annemiek van Vleuten (Movistar Team). Polka Katarzyna Niewiadoma (Canyon-SRAM Racing) zajęła drugie miejsce[178].

## Kwiecień
- 24 marca–4 kwietnia – 36. edycja tenisowego turnieju Miami Open. W grze pojedynczej odnieśli Polak Hubert Hurkacz[179] i Australijka Ashleigh Barty (po raz drugi)[180]. W rywalizacji deblowej najlepsi okazali się reprezentanci Chorwacji, Nikola Mektić i Mate Pavić[181] oraz reprezentantki Japonii, Shuko Aoyama i Ena Shibahara[182].
- 27 marca–2 kwietnia – 40. Mistrzostwa Świata w bandy w rosyjskim Syktywkarze[183].
- 1–4 kwietnia – 50. edycja golfowego kobiecego turnieju ANA Inspiration w amerykańskim mieście Rancho Mirage, w stanie Kalifornia. Po tytuł sięgnęła Tajka Patty Tavatanakit[184].
- 4 kwietnia:
  - 105. edycja (18. u kobiet) kolarskiego wyścigu Ronde van Vlaanderen, czyli Wyścigu Dookoła Flandrii. Wśród mężczyzn najlepszy okazał się Duńczyk Kasper Argreen (Deceuninck-Quick Step)[185], natomiast u kobiet Holenderka Annemiek van Vleuten (Movistar Team)[186].
  - Kenijka Ruth Chepngetich podczas biegu w Stambule poprawiła rekord świata w półmaratonie wynikiem 1 godziny 4 minut i dwóch sekund[187].
- 3–5 kwietnia:
  - 14. edycja Euroligi w hokeju na trawie mężczyzn. W finale zawodnicy HC Bloemendaal pokonali rywali z hiszpańskiego Atlètic Terrassa 5:2. To czwarty tytuł mistrzowski w historii holenderskiego klubu. W pojedynku o brązowy medal lepsi okazali się hokeiści belgijskiego Léopold Uccle, którzy pokonali oponentów z niemieckiego Uhlenhorst Mülheim 4:2. Najwięcej bramek zdobyli Hiszpan Pau Cunill oraz Belg Max Musch (trzy gole)[188].
  - 1. edycja Euroligi w hokeju na trawie kobiet. W finale hokeistki holenderskiego Den Bosch pokonały zawodniczki hiszpańskiego Club de Campo 5:0. Brąz zdobyły holenderski klub Amsterdam, który wygrał pojedynek z Club an der Alster 4:2. Królową strzelczyń została Holenderka Frédérique Matla[189].
- 5–10 kwietnia – 60. edycja kolarskiego wyścigu Vuelta al País Vasco, czyli Wyścigu Dookoła Basków. Po raz drugi w karierze po triumf sięgnął Słoweniec Primož Roglič (Team Jumbo-Visma). Roglič zwyciężył także w klasyfikacji punktowej i górskiej. Najlepszym młodzieżowcem został Duńczyk Jonas Vingegaard (Team Jumbo-Visma), natomiast drużyną holenderska grupa Team Jumbo-Visma[190].
- 10 kwietnia – 173. edycja prestiżowego konkursu jeździeckiego Grand National w angielskim Aintree. Zwycięstwo odniosła Irlandka Rachael Blackmore na koniu Minella Times pod okiem trenera Henry’ego de Bromheada[191].
- 2–11 kwietnia – 62. Mistrzostwa Świata w curlingu mężczyzn w kanadyjskim Calgary. W finale reprezentacja Szwecji pokonała Szkocję 10:5. Brązowy medal wywalczyli Szwajcarzy, którzy wygrali z reprezentantami Rosji 6:5. Za najlepszych zawodników turnieju zostali uznani trzech reprezentanci Szwecji, Christoffer Sundgren (lider), Rasmus Wranå (drugi), Oskar Eriksson (trzeci) oraz Kanadyjczyk Brendan Bottcher (skip)[192].
- 3–11 kwietnia – 99. Mistrzostwa Europy w podnoszeniu ciężarów w Moskwie. Zarówno w klasyfikacji medali dużych, jak i małych, triumf odniosła reprezentacja Ukrainy przed Bułgarami[193]. W pierwszej klasyfikacji podium dopełnili reprezentanci Gruzji, natomiast w drugiej Ormianie. Małe medale w podrzucie dla Polski wywalczyli Arsen Kasabijew (srebro w kat. do 109 kg)[194] oraz Bartłomiej Adamus (brąz w kat. do 96 kg)[195].
- 8–11 kwietnia:
  - 24. Mistrzostwa Europy w taekwondo w bułgarskiej Sofii. Klasyfikację medalową wygrała reprezentacja Rosji przed Brytyjczykami i Chorwatami[196]. Złoty medal dla Polski zdobył Karol Robak (w kat do 74 kg)[197], natomiast srebrny Aleksandra Kowalczuk (w kat. powyżej 73 kg)[198].
  - 85. wielkoszlemowego turnieju golfowego Master Tournament w amerykańskim mieście Augusta, w stanie Georgia. Po tytuł mistrzowski sięgnął Japończyk Hideki Matsuyama[199].
- 9–11 kwietnia – 78. Mistrzostwa Europy w wioślarstwie we włoskim Varese. W klasyfikacji medalowej zwyciężyła reprezentacja Wielkiej Brytanii przed Włochami i Holendrami[200]. Dwa brązowe medale dla Polski wywalczyli Natan Węgrzycki-Szymczyk (jedynka)[201] i Artur Mikołajczewski (jedynka wagi lekkiej)[202].
- 11 kwietnia:
  - Gruzin Lasza Talachadze podczas Mistrzostw Europy w podnoszeniu ciężarów we włoskim Varese poprawił rekord świata w rwaniu (222 kg) i dwuboju (485 kg)[203].
  - 118. edycja kolarskiego wyścigu Paryż-Roubaix. Zawody zostały przeniesione na 3 października z powodu pandemii koronawirusa[204].
  - 19. edycja Eurocupu w koszykówce kobiet w chorwackim Szekszárd. W finale zawodniczki hiszpańskiej Walencji Basket pokonały włoską Reyer Wenecję 82:81. Trzecie miejsce zajęła węgierska drużyna Atomerőmű KSC Szekszárd, która wygrała z francuskim klubem Flammes Carolo Basket 68:55. Najbardziej wartościową zawodniczką turnieju została Hiszpanka Queralt Casas[205].
- 12 kwietnia – Norweg Anders Aukland poprawił rekord świata w biegu narciarskim, pokonując bez przerwy 700 kilometrów[206].
- 7–14 kwietnia – 29. edycja Recopa Sudamericana w piłce nożnej mężczyzn. W dwumeczu lepsza okazała się argentyńska drużyna Defensa y Justicia, która pokonała brazylijski klub Palmeiras 3:3 (4:3 w rzutach karnych)[207].
- 11–18 kwietnia – 114. edycja tenisowego turnieju Monte Carlo Masters. W grze pojedynczej tytuł wywalczył Grek Stefanos Tsitsipas[208], natomiast w deblu reprezentanci Chorwacji, Nikola Mektić i Mate Pavić[208].
- 13–18 kwietnia – 1. finał Pucharu Billie Jean King, czyli nieoficjalnych Drużynowych Mistrzostw Świata w tenisie ziemnym mężczyzn w Budapeszcie. Zawody zostały odwołane z powodu pandemii koronawirusa[209].
- 15–18 kwietnia – 7. edycja turnieju World Team Trophy w łyżwiarstwie figurowym w Osace. Zwycięstwo odniosła reprezentacja Rosji przed Amerykanami i Japończykami[210].
- 16–18 kwietnia – 71. Mistrzostwa Europy w judo w Lizbonie. Klasyfikację medalową wygrała reprezentacja Kosowa przed Turcją i Francją[211]. Złoty medal dla Polski wywalczyła Beata Pacut (kat. do 78 kg)[212].
- 18 kwietnia:
  - 55. (7. u kobiet) edycja kolarskiego wyścigu Amstel Gold Race w Holandii. Po wygraną sięgnął Belg Wout van Aert[213] i Holenderka Marianne Vos[214]. Obydwaj reprezentowali ekipę Jumbo-Visma.
  - 63. edycja Euroligi w koszykówce kobiet w Stambule. W finale koszykarki rosyjskiego UMMC Jekaterynburg pokonały rywalki z hiszpańskiego Perfumerías Avenida 78:68. W pojedynku o trzecie miejsce lepsza okazała się turecka drużyna Fenerbahçe Öznur Kablo, która wygrała z węgierskim klubem Sopron Basket 64:58. MVP finału została Amerykanka Breanna Stewart, natomiast całego turnieju Ukrainka Alina Jagupowa. Za najlepszą defensywną zawodniczkę została uznana Francuzka Gabby Williams, najlepszą młodą zawodniczką jej rodaczka Iliana Rupert, natomiast najelpszym trenerem wybrano Hiszpana Roberto Íñiguez[215].
- 21 kwietnia – 85. (24. u kobiet) edycja kolarskiego wyścigu La Flèche Wallonne 2021, czyli Strzały Walońskiej w Belgii. Zwycięstwo odnieśli Francuz po raz trzeci Julian Alaphilippe (Deceuninck-Quick Step)[216] i po raz siódmy z rzędu Holenderka Anna van der Breggen (Team SD Worx). Drugie miejsce zajęła Polka Katarzyna Niewiadoma (Canyon-SRAM Racing)[217].
- 3–25 kwietnia – 20. edycja Pucharu Sześciu Narodów w rugby union kobiet. W finale reprezentantki Anglii pokonały Francuzki 10:6. Brąz wywalczyli reprezentantki Irlandii, które wygrały z Włoszkami 25:5. MVP turnieju została angielka Poppy Cleall. Najwięcej punktów zdobyła inna z reprezentantek Anglii Emily Scarratt (39), natomiast najwięcej przyłożeń Francuzka Caroline Boujard (5)[218].
- 19–25 kwietnia – 72. Mistrzostwa Europy w zapasach w Warszawie. Klasyfikację medalową wygrała reprezentacja Rosji przed Turkami i Ukraińcami[219]. Polacy wywalczyli łącznie dziewięć medali. W klasyfikacji punktowej mężczyzn stylu wolnego Polska zajęła szóste, natomiast w punktacji kobiet trzecie miejsce. Srebro zdobyli Krzysztof Bieńkowski (styl wolny w kat. do 65 kg), Mateusz Bernatek (styl klasyczny, w kat. do 67 kg), Roksana Zasina (w kat. do 55 kg) oraz Angelina Łysak (w kat. do 57 kg). Po brązowe krążki sięgnęli Eduard Grigorjew (styl klasyczny, w kat. do 61 kg), Radosław Baran (styl klasyczny, w kat. do 97 kg), Anna Łukasiak (w kat. do 50 kg), Katarzyna Madrowska (w kat. do 62 kg) i Aleksandra Wolczyńska (w kat. do 65 kg)[220].
- 21–25 kwietnia – 9. Mistrzostwa Europy w gimnastyce artystycznej w szwajcarskiej Bazylei. W klasyfikacji medalowej triumf odnieśli reprezentanci Rosji przed Brytyjczykami i Szwajcarami[221].
- 25 kwietnia
  - 107. (5. u kobiet) edycja kolarskiego wyścigu Liège-Bastogne-Liège. Zwycięstwo odnieśli Słoweniec Tadej Pogačar (UAE Team Emirates)[222] i Holenderka Demi Vollering (Team SD Worx). Polka Katarzyna Niewiadoma (Canyon-SRAM Racing) zajęła czwarte miejsce[223].
  - 6. edycja Pucharu Europy FIBA w koszykówce mężczyzn w izraleskim Tel Awiwie. W finale koszykarze izraelskiego Ironi Nes Cijjona BC pokonali rywali z polskiego Arged BMSLAM Stal 82:74. Trzecie miejsce zajęła rumuńska drużyna CSM Oradea, która wygrała z rosyjskim klubem Parma Basket 85:76. MVP turnieju został Amerykanin Wayne Selden Jr.. Wyróżnienie zostali również jego rodacy – najwięcej punktów i asyst zdobył Patrick Miller, natomiast najwięcej zbiórek Jerome Meyinsse[224].
- 23–27 kwietnia – 37. Mistrzostwa Świata w windsurfingowej klasie RS:X w hiszpańskim Cádiz. Tytuły mistrzowskie wywalczyli reprezentanci Holandii – Kiran Badloe (po raz trzeci)[225] oraz Lilian de Geus (po raz trzeci)[225]. Piotr Myszka zajął czwartą, natomiast Zofia Noceti-Klepacka pozycję w klasyfikacji końcowej.
- 19–28 kwietnia – 55. edycja Candidates Tournaments, czyli Szachowy Turniej Kandydatów w Jekaterynburgu. Najlepszy okazał się Rosjanin Jan Niepomniaszczij, który w listopadzie zmierzy się z Norwegiem Magnusem Carlsenem w pojedynku o tytuł mistrza świata[226].
- 30 kwietnia – 19. finał Eurocupu w koszykówce mężczyzn. W dwumeczu lepsi okazali się zawodnicy francuskiego AS Monaco, którzy pokonali rywali z rosyjskiego BC UNICS 89:87, 86:83. MVP finału został Amerykanin Jamar Smith, natomiast całego turnieju jego rodak Rob Gray. Za wschodzącą gwiazdę dyscypliny został uznany Polak Aleksander Balcerowski[227].

## Maj
- 30 kwietnia–1 maja – 34. edycja Final Four Euroligi w piłce wodnej kobiet w Budapeszcie. W finale zawodniczki greckiego Olimpiacos Pireus pokonały piłkarki węgierskiego Dunaújváros 7:6. Brązowy medal wywalczyła węgierska drużyna UVSE Hunguest Hotel, która pokonała rosyjski klub Dynamo Uralochka 15:10[228].
- 1 maja
  - 21. edycja siatkarskiej Ligi Mistrzów CEV we włoskiej Weronie. W finale zawodnicy polskiego klubu Grupa Azoty ZAKSA Kędzierzyn-Koźle pokonali włoski Itas Trentino 3:1. MVP turnieju został Polak Aleksander Śliwka[229].
  - 21. edycja siatkarskiej Ligi Mistrzyń CEV we włoskiej Weronie. W finale siatkarki włoskiego Imoco Volley Colegliano pokonały rywali z tureckiego VakıfBank SK 3:2. Najbardziej wartościową zawodniczką turnieju została Włoszka Paola Egonu. W składzie zwycięskiego zespołu znajdowała się Polka Joanna Wołosz[230].
  - 147. edycja prestiżowego konkursu jeździeckiego Kentucky Derby w amerykańskim mieście Louisville, w stanie Kentucky. Zwycięstwo po raz drugi z rzędu odniósł Portorykańczyk John Velazquez, tym razem na koniu Medina Spirit. Jego trenerem ponownie był Amerykanin Bob Baffert[231].
  - 23. edycja Pucharu Europy EHF w piłce ręcznej kobiet. W dwumeczu lepsze okazały się szczypiornistki hiszpańskie CBF Málaga Costa del Sol, które pokonały zawodniczki chorwackiego Lokomotiva Zagrzeb 32:28, 28:31[232].
- 27 kwietnia–2 maja
  - 28. Mistrzostwa Europy w badmintonie w Kijowie. W grze pojedynczej triumfowali Duńczyk Anders Antosen[233] i Hiszpanka Carolina Marín (po raz piąty)[233]. W rywalizacji deblowej najlepsi okazali się Rosjanie Władimir Iwanow i Iwan Sozonow (po raz drugi)[233] oraz Bułgarki Gabriela i Stefani Stojewa (po raz drugi)[233]. W grze deblowej zwycięstwo odnieśli reprezentanci Rosji, Rodion Alimow i Alina Dawletowa[233].
  - 17. edycja kolarskiego wyścigu Tour de Romandie we Francji i Szwajcarii. Po triumf sięgnął Brytyjczyk Geraint Thomas (Ineos Grenadiers). W klasyfikacji punktowej zwyciężył Włoch Sonny Colbrelli (Team Bahrain Victorious), w punktacji górskiej Belg Kobe Goossens (Lotto Soudal), w rywalizacji młodzieżowców Holender Thymen Arensman (Team DSM), natomiast w zmaganiach drużynowych brytyjska grupa Ineos Grenadiers[234].
- 29 kwietnia–2 maja – 27. Mistrzostwa Europy w skokach na trampolinie w rosyjskim Soczi. W klasyfikacji medalowej wygrali reprezentanci Rosji przed Białorusinami i Francuzami[235].
- 1–2 maja – 5. edycja World Athletics Relays 2021, czyli nieoficjalnych Mistrzostwa Świata Sztafet w lekkoatletyce w Chorzowie. Klasyfikację medalową wygrała reprezentacja Polski przed Włochami i Niemcami. Medale dla Polski wywalczyły następujące sztafety: po złoto 4×200 metrów kobiet (w składzie: Paulina Guzowska, Kamila Ciba, Klaudia Adamek i Marlena Gola)[236] i 2×2×400 metrów (w składzie: Joanna Jóźwik i Patryk Dobek)[237], natomiast po srebro 4×100 metrów kobiet (w składzie: Magdalena Stefanowicz, Klaudia Adamek, Katarzyna Sokólska i Kornelia Lesiewicz)[236], 4×400 metrów kobiet (w składzie: Kornelia Lesiewicz, Małgorzata Hołub-Kowalik, Karolina Łozowska i Natalia Kaczmarek)[236] oraz sztafeta biegów przez płotki (w składzie: Zuzanna Hulisz, Krzysztof Kiljan, Klaudia Wojtunik i Damian Czykier)[237].
- 2 maja – Chinka Li Wenwen poprawiła trzy rekordy świata w podnoszeniu ciężarów w kategorii powyżej 87 kg podczas Mistrzostw Azji w uzbeckim Taszkencie. W rwaniu osiągnęła 148 kg, natomiast w podrzucie 187 kg. Łącznie w dwuboju uzyskała 335 kg[238].
- 17 kwietnia–3 maja – 45. Mistrzostwa Świata w snookerze w angielskim Sheffield. W angielskim finale Mark Selby pokonaø Shauna Murphy’ego 18:15. Murphy uzyskaø najwyższego brejka (144 punkty)[239].
- 3 maja – 35. edycja Ligi Mistrzów w futsalu w chorwackim Zadar. W finale piłkarze Sportingu CP pokonał rywali z hiszpańskiej FC Barcelony 4:3. To drugi tytuł mistrzowski w historii portugalskiego klubu. Królem strzelców całego turnieju został Ukrainiec Petro Shoturma (siedem bramek), natomiast fazy finałowej Brazylijczyk Ferrão (pięć goli)[240].
  - Zakończył się kilkudniowy finał Mistrzostw Świata w warcabach stupolowych w Warszawie. Ostatecznie lepsza okazała się Rosjanka Tamara Tansykkużyna, która pokonała w dogrywce Polskę Natalię Sadowską (obie zdobyły po 54 punkty). Dla reprezentantki Rosji to siódmy tytuł w karierze[241].
- 1–6 maja – 22. edycja Pucharu Świata w skokach do wody w Tokio. Zwycięstwo w klasyfikacji medalowej odnieśli reprezentanci Wielkiej Brytanii przed Chińczykami i Kanadyjczykami[242].
- 2–7 maja – 54. Mistrzostwa Europy w żeglarskiej klasie 470 w portugalskiej Vilamourze. Zarówno w rywalizacji mężczyzn, jak i kobiet, po tytuły mistrzowskie sięgnęli reprezentanci Francji – Kevin Peponnet i Jérémie Mion oraz Camille Lecointre i Aloïse Retornaz[243].
- 8 maja – 29. edycja Eurocupu w piłce wodnej mężczyzn w Japonii. W węgierskim finale zawodnicy Szolnok pokonali OSC Budapesz 3:0 w rzutach karnych (22:22 w regulaminowym czasie gry)[244].
- 29 kwietnia–8 maja – tenisowy turniej kobiet Madrid Open. W grze pojedynczej zwycięstwo odniosła Białorusinka Aryna Sabalenka[245]. W rywalizacji deblowej najlepsze okazały się Czeszki, Barbora Krejčíková i Kateřina Siniaková[246].
- 30 kwietnia–9 maja – 42. Mistrzostwa Świata w curlingu kobiet w kanadyjskim Calgary. W finale Szwajcarki pokonały reprezentantów Rosji 4:2. W pojedynku o brązowy medal lepsze okazały się Amerykanki, które pokonały Szwedki 9:5. Za najlepsze zostały uznane wszystkie reprezentantki Szwajcarii – Melanie Barbezat (liderka), Esther Neuenschwander (druga), Silvana Tirinzoni (trzecia), Alina Pätz (skip)[247].
- 2 maja–9 maja – tenisowy turniej mężczyzn Madrid Open. W rywalizacji deblowej najlepsi okazali się Hiszpan Marcel Granollers i Argentyńczyk Horacio Zeballos[248].
- 7–9 maja – 22. Mistrzostwa Europy w kajakarstwie górskim we Włoszech. Triumf w klasyfikacji medalowej odnieśli reprezentanci Czech przed Słowakami i Austriakami[249].
- 8–9 maja – 20. edycja Zimowego Pucharu Europy w rzutach w chorwackim Splicie. Reprezentacja Polski zwyciężyła w klasyfikacji medalowej z dorobkiem pięciu medali. Polki zwyciężyły w klasyfikacji punktowej przed Niemkami i Białorusinkami. Polacy natomiast zajęli drugie miejsce za Niemcami, a przed Białorusinami[250]. Zwycięstwo dla Polski wśród seniorów odnieśli młociarka Malwina Kopron[251] i oszczepniczka Maria Andrejczyk[251] w grupie A oraz dyskobolka Karolina Urban w grupie B[251]. Drugie miejsce zajęła Anita Włodarczyk w rzucie młotem w grupie A[251] oraz kulomiot Sebastian Łukszo, młociarz Marcin Wrotyński oraz Klaudia Regin w rzucie oszczepem[252].
- 9 maja
  - 5. edycja koszykarskiej Ligi Mistrzów FIBA w rosyjskim Niżnym Nowogrodzie. Tytuł mistrzowski obronili koszykarze hiszpańskiej San Pablo Burgos, pokonując rywali z tureckiego Pınar Karşıyaka 64:59. Najbardziej wartościowym zawodnikiem turnieju został Brazylijczyk Vítor Benite[253].
  - 40. edycja Ligi Europy EHF piłkarek ręcznych w rumuńskim Baia Mare. W finale szczypiornistki francuskiego Nantes Atlantique pokonały zawodniczki węgierskiego Siófok KC 36:31. W pojedynku o brązowy medal lepszy okazał się rumuński klub Minaur Baia Mare, który wygrał z duńską drużyną Herning-Ikast Håndbold 33:31. Królową strzelczyń została Brazylijka Bruna de Paula (68 bramek)[254]
- 9–14 maja – 13. edycja Pucharu Świata w bilardową dziewiątkę w Anglii. Zwycięstwo odnieśli reprezentanci Niemiec (w składzie: Joshua Filler i Christoph Reintjes), którzy w finale pokonali Brytyjczyków (w składzie: Darren Appleton i Karl Boyes) 11:7[255].
- 15 maja – 146. edycja prestiżowego konkursu jeździeckiego Preakness Stakes w amerykańskim mieście Baltimore, w stanie Maryland. Po wygraną sięgnął francuski dżokej Flavien Prat na koniu Rombauer. Trenerem był Amerykanin Michael McCarthy[256].
- 13–16 maja – 13. Mistrzostwa Europy w biegu na orientację w szwajcarskim Neuchâtel. W rywalizacji mężczyzn najlepsi okazali się Szwed Emil Svensk (sprint) i Matthias Kyburz (sprint eliminacyjny). W zmaganiach kobiet w obu konkurencjach triumfowała Szwedka Tove Alexandersson. Zwycięstwo drużynowe odnieśli reprezentanci Szwajcarii (w składzie: Simona Aebersold, Joey Hadorn, Kyburz i Elena Roos)[257].
- 15–16 maja – 56. edycja Final Four Euroligi w hokeju na rolkach mężczyzn w portugalskim Luso. W portugalskim finale zawodnicy Sporting CP pokonali rywali z FC Porto 4:3 w doliczonym czasie gry. MVP turnieju został Argentyńczyk Gonzalo Romero, natomiast najlepszym bramkarzem Portugalczyk Ângelo Girão. Z pięcioma bramkami królami strzelców zostali reprezentanci Hiszpanii, Pol Manrubia, Marc Torra i Toni Pérez[258].
- 16 maja
  - 20. finał Ligi Mistrzyń UEFA w piłce nożnej kobiet w szwedzkim Göteborgu. Po zwycięstwo sięgnęły piłkarki hiszpańskiej FC Barcelony, które pokonały rywalki z angielskiej Chlesea FC 4:0. Królowymi strzelczyń został Hiszpanka Jennifer Hermoso i Angielka Fran Kirby[259].
  - 1. Drużynowe Mistrzostwa Europy w chodzie sportowym w Czechach. Indywidualnie najlepsi okazali się Szwed Perseus Karlström (20 km), Hiszpan Marc Tur (50 km), Włoszka Antonella Palmisano (20 km) oraz Greczynka Antigoni Drisbioti (35 km), natomiast drużynowo reprezentanci Hiszpanii (20 km) oraz Włoch (50 i 35 km)[260].
- 10–17 maja – 77. edycja tenisowego turnieju Italian Open w Rzymie. W grze pojedynczej zwycięstwo odnieśli Hiszpan Rafael Nadal (po raz dziesiąty)[261] i Polka Iga Świątek[262]. W rywalizacji deblowej najlepsi okazali się Chorwaci, Nikola Mektić i Mate Pavić[263] oraz Kanadyjka Sharon Fichman i Meksykanka Giuliana Olmos[264].
- 17 maja – Rosjanin Klimient Kolesnikow poprawił rekord świata w wyścigu na 50 metrów stylem grzbietowym wynikiem 23,80 sekundy podczas Mistrzostw Europy w pływaniu w Budapeszcie[265].
- 22 maja
  - Robert Lewandowski pobił rekord Niemca Gerda Müllera w ilości bramek w jednym sezonie niemieckiej Bundesligi piłarskiej. Polak strzelił łącznie 41 goli[266].
  - 26. edycja Europejskiego Pucharu Mistrzów w rugby union we Francji. We francuskim finale lepsi okazali się rugbyści Stade Toulousain, którzy pokonali rywali z La Rochelle 22:17. To piąty tytuł w historii tego klubu[267].
- 10–23 maja – 35. Mistrzostwa Europy w pływaniu w Budapeszcie. Klasyfikację medalową wygrała reprezentacja Rosji przed Brytyjczykami i Włochami. Reprezentanci Półwyspu Apenińskiego triumfowali w klasyfikacji punktowej pływania oraz pływania na otwartym akwenie. Ukraińcy zwyciężyli w punktacji pływania synchronicznego, natomiast Rosjanie w klasyfikacji skoków do wody[268]. Srebrny medal dla Polski wywalczyła Katarzyna Wasick (50 metrów stylem dowolnym)[269].
- 17–23 maja – 23. Mistrzostwa Świata w curlingu par mieszanych w szkockim Aberdeen. W finale reprezentanci Szkocji (w składzie: Jennifer Dodds i Bruce Mouat) pokonali Norwegów (w składzie: Kristin Skasklien i Markus Nedregotten) 9:7. Brąz wywalczyli Szwedzi (w składzie: Almida de Val i Oskar Eriksson), którzy wygrali z reprezentantami Kanady (w składzie: Kerri Einarson i Brad Gushue) 7:4[270].
- 19–23 maja – 56. Mistrzostwa Europy w karate w chorwackim Poreciu[271].
- 20–23 maja – 103. edycja wielkoszlemowego turnieju golfowego PGA Championship w amerykańskim mieście Kiawah Island w Karolinie Południowej. Po raz drugi w karierze po tytuł mistrzowski sięgnął Amerykan Phil Mickelson[272].
- 22–23 maja – 1. edycja Final Four Ligi Europy EHF piłkarzy ręcznych w Mannheim. W niemieckim finale lepsi okazali się szczypiorniści SC Magdeburg, którzy pokonali rywali z Füchse Berlin 28:25[273]. Brązowy medal zdobyli zawodnicy również niemieckiego Rhein-Neckar Löwen, którzy wygrali z polskim klubem Orlen Wisła Płock 32:27[274]. MVP turnieju został Duńczyk Jannick Green, natomiast królem strzelców jego rodak Emil Jakobsen (96 bramek).
- 22–25 maja – edycja World Poll Masters w dziewiątce w Gibraltarze. Zwycięstwo odniósł Grek Alexander Kazakis, który w finale pokonał Amerykanina Shane’a Van Boeninga[275].
- 26 maja – 12. finał Liga Europy UEFA w piłce nożnej mężczyzn w Gdańsku. Po tytuł sięgnęli piłkarze hiszpańskiego Villarreal, którzy pokonali rywali z angielskiego Manchester United w rzutach karnych 12:11 (w regulaminowym czasie gry 1:1). Zawodnikiem meczu został Francuz Étienne Capoue, natomiast królami strzelców ex-aequo Portugalczyk Pizzi, Hiszpanie Borja Mayoral i Gerard Moreno oraz Turek Yusuf Yazıcı (siedem trafień)[276].
- 27–29 maja – 16. Mistrzostwa Świata w aerobiku w azerskim Baku. W klasyfikacji medalowej triumfowała reprezentacja Federacji Rosyjskiej przed Rumunami i Bułgarami[277].
- 29 maja – 66. finał Ligi Mistrzów UEFA w piłce nożnej mężczyzn w tureckim Stambule. Po trofeum sięgnęli po raz drugi w historii zawodnicy angielskiego Chelsea F.C., którzy pokonali rywali z Manchesteru City 1:0. Zawodnikiem meczu został Francuz N’Golo Kanté, natomiast królem strzelców Norweg Erling Haaland (10 bramek)[278].
- 8–30 maja – 104. edycja kolarskiego wyścigu Giro d’Italia. Zwycięstwo w klasyfikacji ogólnej i młodzieżowej odniósł Kolumbijczyk Egan Bernal (Ineos Grenadiers). W klasyfikacji punktowej najlepszy okazał się Słowak Peter Sagan (Bora-Hansgrohe), w górskiej Francuz Geoffrey Bouchard (AG2R Citroën Team), natomiast w drużynowej brytyjska grupa Ineos Grenadiers[279].
- 28–29 maja – 36. edycja koszykarskiej Euroligi mężczyzn w niemieckiej Kolonii. W finale zawodnicy tureckiego Anadolu Efes Stambuł pokonali hiszpańską FC Barcelonę 86:81. W pojedynku o trzecie miejsce lepsi okazali się koszykarze AX Armani Exchange Mediolan, którzy wygrali z rosyjską PBK CSKA Moskwa 83:73. MVP turnieju został Serb Vasilije Micić, który został jednocześnie królem strzelców (50 punktów)[280].
- 29–30 maja
  - 9. Drużynowe Mistrzostwa Europy w lekkoatletyce w Chorzowie. Po raz drugi z rzędu zwycięstwo w klasyfikacji generalnej odniosła reprezentacja Polski. Podium dopełnili Włosi i Brytyjczycy. W swoich konkurencjach najlepsi okazali się skoczek wzwyż Norbert Kobielski, tyczkarz Robert Sobera, kulomiot Michał Haratyk, młociarz Paweł Fajdek, skoczkini wzwyż Kamila Lićwinko oraz biegaczki Pia Skrzyszowska (100 metrów), Alicja Konieczek (3000 metrów z przeszkodami) i sztafeta żeńska 4x400 metrów (w składzie: Małgorzata Hołub-Kowalik, Kornelia Lesiewicz, Justyna Święty-Ersetic i Natalia Kaczmarek). Drugie miejsce zajęli dyskobol Robert Urbanek, oszczepnik Marcin Krukowski, skoczkini w dal Magdalena Żebrowska, młociarka Malwina Kopron oraz sztafeta żeńska 4x100 metrów (w składzie: Marika Popowicz-Drapała, Klaudia Adamek, Katarzyna Sokólska i Marlena Gola). Trzecie pozycje zajęli biegacze Mateusz Borkowski (800 metrów), Michał Rozmys (1500 metrów), Damian Czykier (110 metrów przez płotki) i sztafeta męska 4x400 metrów (w składzie: Wiktor Suwara, Kajetan Duszyński, Patryk Grzegorzewicz i Karol Zalewski) oraz biegaczka Angelika Sarna, trójskoczkini Adrianna Szóstak oraz kulomiotka Klaudia Kardasz[281].
  - 28. edycja Final Four Ligi Mistrzyń EHF piłkarek ręcznych w Budapeszcie. Mistrzostwo wywalczyły szczypiornistki norweskiego Vipers Kristiansand, które pokonały rywali z francuskiego Brest Bretagne 34:28. Brąz wywalczyli zawodniczki węgierskiego Győri ETO KC, które wygrały z rosyjskim HBC CSKA Moskwa 32:21. Za najbardziej wartościową zawodniczkę turnieju oraz najlepszą młodą zawodniczkę została uznana Norweżka Henny Reistad, z kolei najwięcej goli zdobyła Słowenka Ana Gros (135 bramek). Najlepszym trenerem uznano Norwega Ole Gustava Gjekstada. Wyróżnione zostały także inne reprezentantki Norwegii, Nora Mørk (prawa rozgrywająca) i Stine Bredal Oftedal (środkowa rozgrywająca), a także Francuzki, Amandine Leynaud (bramkarka) i Pauletta Foppa (obrotowa), Węgierka Viktória Lukács (prawoskrzydłowa), Rumunka Cristina Neagu (lewoskrzydłowa), Macedonka Majda Mehmedović (lewoskrzydłowa) oraz Brazylijka Eduarda Amorim (defensorka)[282].
- 30 maja
  - 23. edycja Pucharu Europy EHF w piłce ręcznej mężczyzn. W dwumeczu lepsza okazała się grecka drużyna AEK HC Ateny, która pokonała szwedzkie Ystad IF 30:26, 24:20[283].
  - 105. edycja prestiżowego wyścigu samochodowego Indianapolis 500. Po raz czwarty w karierze najlepszy okazał się Brazylijczyk Hélio Castroneves (Meyer Shank Racing)[284].

## Czerwiec
- 22 maja–5 czerwca – 40. Mistrzostwa Europy w strzelectwie w chorwackim Osijeku. W klasyfikacji medalowej triumfowała reprezentacja Rosji przed Włochami i Francuzami. Reprezentacja Polski seniorów wywalczyła cztery medale. Po złoto sięgnęła drużyna kobiet w konkurencji z trzech podstaw na odległość 300 metrów (w składzie: Karolina Kowalczyk, Paula Wrońska i Sylwia Bogacka). Srebro zdobyła Paula Wrońska (karabin w pozycji leżącej na odległość 300 metrów) i dwukrotnie Oskar Miliwek (klasa Open, 25 metrów, pistolet standardowy oraz pistolet z centralnego zapłonu). Brąz wywalczył Tomasz Bartnik (klasa Open, karabin standardowy na odległość 300 metrów)[285].
- 3–5 czerwca – 58. edycja Final Eight Ligi Mistrzów LEN w piłce wodnej w Belgradzie. W finale piłkarze włoskiej Pro Recco pokonali rywali z węgierskiego FTC Telekom Budapeszt 9:6. To dziewiąty tytuł w historii tego klubu. W pojedynku o brązowy medal lepsza okazała się włoska drużyna AN Brescia, która wygrała z hiszpańską Zodiac CNA Barceloneta 13:7[286].
- 5 czerwca
  - 58. edycja Ligi Mistrzów LEN w piłce wodnej w Belgradzie. Po dziewiąty tytuł w historii sięgnęli piłkarze włoskiego Pro Recco, którzy pokonali rywali z węgierskiego FTC Telekom 9:6. Brązowy medal wywalczyli zawodnicy innego włoskiego klubu AN Brescia, którzy wygrali z hiszpańską Zodiac CNA Barceloneta 13:7[287].
  - 24. edycja Pucharu Europy w biegu na 10 kilometrów w brytyjskim Birmingham. Jako pierwsi linię mety przecięli Francuz Morhad Amdouni i Brytyjka Eilish McColgan[288].
  - 242. edycja prestiżowego konkursu jeździeckiego Epsom Derby w angielskim Epsom. Po triumf sięgnął Brytyjczyk Adam Kirby na koniu Adayar. Załogę trenował Anglik Charlie Appleby[289].
  - 153. edycja prestiżowego konkursu jeździeckiego Belmont Stakes w amerykańskim mieście Elmont, w stanie Nowy Jork. Zwycięstwo odniósł Panamczyk Luis Saez na koniu Essential Quality. Trenerem załogi był Amerykanin Brad H. Cox[290].
- 21 maja–6 czerwca – 84. Mistrzostwa Świata elit w hokeju na lodzie mężczyzn w Rydze. W finale Kanadyjczycy pokonali w dogrywce Finów 3:2. Brązowy medal wywalczyli Amerykanie, którzy wygrali z Niemcami rezultatem 6:1. MVP turnieju został Kanadyjczyk Andrew Mangiapane, natomiast królem strzelców jego rodak Connor Brown (16 trafień)[291].
- 30 maja–6 czerwca
  - 5. Mistrzostwa Świata w skateboardingu w Rzymie. Po tytuły mistrzowskie sięgnęli reprezentanci Japonii – Yūto Horigome i Aori Nishimura[292].
  - 73. edycja kolarskiego wyścigu Critérium du Dauphiné. Zwycięstwo odniósł Australijczyk Richie Porte (Ineos Grenadiers). W klasyfikacji punktowej triumfował Włoch Sonny Colbrelli (Team Bahrain Victorious), w górskiej Ukrainiec Mark Padun (Team Bahrain Victorious), w młodzieżowej Francuz David Gaudu (Groupama-FDJ), natomiast w drużynowej brytyjska grupa Ineos Grenadiers[293].
- 1–6 czerwca – 7. Mistrzostwa Świata w Paralekkoatletyce w Bydgoszczy. W klasyfikacji medalowej najlepsza okazała się reprezentacja Rosji, która wyprzedziła Ukraińców i Polaków. Reprezentacja Polski zdobyła 49 medali – 15 złotych, 20 srebrnych i 14 brązowych[294].
- 29 maja–6 czerwca – 37. Mistrzostwa Świata w surfingu w Salwadorze. Tytuł wśród mężczyzn wywalczył Francuz Joan Duru, natomiast u kobiet Australijka Sally Fitzgibbons. W rywalizacji drużynowej najlepsza okazała się reprezentacja Francji (w składzie: Duru, Michel Bourez, Jérémy Florès, Pauline Ado, Cannelle Bulard i Vahiné Fierro)[295].
- 31 maja–6 czerwca – 26. Mistrzostwa Europy w łucznictwie w tureckiej Antalyi. Klasyfikacje medalową wygrali Rosjanie przed Francuzami i Turkami. Brązowe medale dla Polski wywalczyli Łukasz Przybylski indywidualnie oraz Magdalena Śmiałkowska[296] i Kacper Sierakowski w rywalizacji mieszanej[297].
- 3–6 czerwca
  - 32. Mistrzostwa Europy w kajakarstwie sprinterskim w Poznaniu. W klasyfikacji medalowej triumf odnieśli reprezentanci Węgier przed Niemcami i Białorusinami. Polacy zdobyli sześć medali. Po złoto sięgnęła Dorota Borowska (C-1 200 metrów)[298], po srebro Arsen Śliwiński i Michał Łubniewski (C-2 200 metrów)[298], Dominika Putto i Katarzyna Kołodziejczyk (K-2 200 metrów)[298] oraz Karolina Naja i Anna Puławska (K-2 500 metrów)[299], natomiast po brąz Marta Walczykiewicz (K-1 200 metrów)[299] oraz Martyna Klatt i Sandra Ostrowska (K-2 1000 metrów)[298].
  - 76. edycja wielkoszlemowego turnieju golfowego US Open kobiet w San Francisco, w stanie Kalifornia. Zwycięstwo odniosła Filipinka Yuka Saso[300].
- 6 czerwca – Holenderka Sifan Hassan rezultatem 29 minut, 6 sekund i 82 setnych sekundy poprawiła rekord świata w biegu na 10000 metrów podczas mityngu FBK Games w holenderskim Hengelo[301].
- 4–8 czerwca – 4. Mistrzostwa Świata w kolarstwie miejskim we francuskim Montpellier. W rywalizacji na terenie płaskim najlepsi okazali się Francuz Matthias Dandois i Austriaczka Irina Sadovnik, natomiast w zmaganiach parkowych Nowozelandczyk Logan Martin i Amerykanka Hannah Roberts[302].
- 8 czerwca – Etiopka Letesenbet Gidey rezultatem 29 minut, 1 sekundy i 3 setnych sekundy pobiła rekord świata w biegu na 10000 metrów w trakcie etiopskich kwalifikacji olimpijskich w holenderskim Hengelo[302].
- 6–10 czerwca – 31. Mistrzostwa Świata organizacji WPA w bilardową dziewiątkę w angielskim Milton Keynes. W finale Austriak Albin Ouschan pokonał reprezentanta Kuwejtu, Omara Al-Shaheena 13:9. Polak Tomasz Kapłan dotarł do ćwierćfinału turnieju[303].
- 4–12 czerwca – 18. Mistrzostwa Europy w hokeju na trawie mężczyzn w holenderskim Amstelveen. W finale Holendrzy pokonały w rzutach karnych Niemców 4:1 (2:2 w regulaminowym czasie gry). Najbardziej wartościowym graczem turnieju został Hiszpan Pau Quemada, bramkarzem Pirmin Blaak, natomiast młodzieżowcem Francuz Antonin Igau. Najwięcej bramek strzelili Belg Tom Boon i Anglik Sam Ward[304].
- 30 maja–13 czerwca – 125. edycja wielkoszlemowego turnieju tenisowego French Open. W grze pojedynczej triumf odnieśli Serb Novak Djokovic[305] i Czeszka Barbora Krejčíková[306]. W rywalizacji deblowej najlepsi okazali się reprezentanci Francji, Pierre-Hugues Herbert i Nicolas Mahut[307] oraz Czeszki, Krejčíková i Kateřina Siniaková[308]. W grze mieszanej zwyciężyli Amerykanka Desirae Krawczyk i Brytyjczyk Joe Salisbury[309]. Iga Świątek dotarła do finału debla[306] i ćwierćfinału gry pojedynczej[310]. Magda Linette dotarła do półfinału gry deblowej[311].
- 5–13 czerwca – 15. Mistrzostwa Europy w hokeju na trawie kobiet w holenderskim Amstelveen. Po jedenaste mistrzostwo w historii sięgnęły Holenderki, które w finale pokonały reprezentantki Niemiec 2:0. Brąz po wygranej z Hiszpankami 3:1 zdobyły Belgijki. Najbardziej wartościową zawodniczką turnieju została Holenderka Eva de Goede, najlepszą bramkarką Belgijka Elena Sotgiu, natomiast młodą zawodniczką jej rodaczka Ambre Ballenghien. Królową strzelczyń z ośmioma bramkami została reprezentantka Holandii Frédérique Matla[312].
- 6–13 czerwca
  - 34. Mistrzostwa Świata w judo w Budapeszcie. W klasyfikacji medalowej triumf odnieśli reprezentanci Japonii przed Gruzinami i Hiszpanami[308].
  - 84. edycja kolarskiego wyścigu Tour de Suisse, czyli wyścigu Dookoła Szwajcarii. Zwycięstwo odniósł Ekwadorczyk Richard Carapaz (Ineos Grenadiers). W klasyfikacji górskiej triumfował Kanadyjczyk Michael Woods (Israel Start-Up Nation), w młodziezowej Irlandczyk Eddie Dunbar (Ineos Grenadiers), natomiast w sprinterskiej Szwajcar Stefan Bissegger (EF Education-Nippo). Najlepszą drużyną okazała się holenderska grupa Team Jumbo-Visma[313].
- 7–13 czerwca – 59. Mistrzostwa Świata w pięcioboju nowoczesnym w Kairze. Klasyfikację medalową wygrali Węgrzy przed reprezentantami Białorusi i Rosji[314].
- 9–13 czerwca – 37. Mistrzostwa Europy w gimnastyce artystycznej w bułgarskiej Warnie. Klasyfikację medalową wygrała reprezentacja Rosji przed Białorusinami i Izraelczykami[315].
- 12–13 czerwca – 61. edycja Final Four Ligi Mistrzów EHF w piłce ręcznej w niemieckiej Kolonii. W finale zawodnicy hiszpańskiej FC Barcelony pokonali rywali z duńskiej Aalborg Håndbold 36:23. To dziesiąty tytuł mistrzowski w historii tego klubu. We francuskim pojedynku o trzecie miejsce lepsi okazali się szczypiorniści Paris Saint-Germain, którzy wygrali z zawodnikami HBC Nantes 31:28. MVP turnieju został Hiszpan Gonzalo Pérez de Vargas, natomiast królem strzelców jego rodak Valero Rivera Folch (95 bramek). W pozostałych kategoriach wyróżnieni zostali inni reprezentanci Półwyspu Iberyjskiego – Aleix Gómez (prawoskrzydłowy), Valero Rivera (lewoskrzydłowy) i Alberto Entrerrios (trener), Francuzi – Dika Mem (prawy rozgrywający), Ludovic Fabregas (obrotowy) i Dylan Nahi (najmłodszy zawodnik), Duńczycy – Niklas Landin Jacobsen (bramkarz), Mikkel Hansen (lewy rozgrywający) i Henrik Møllgaard (defensywny zawodnik) oraz Chorwat Luka Cindrić (środkowy rozgrywający)[316].
- 14–19 czerwca – 17. edycja Superfinału Ligi Światowej w piłce wodnej kobiet w Atenach. W ostatecznej rozgrywce lepsin okazali się reprezentantki Stanów Zjednoczonych, którzy pokonali Węgierki 14:8. To czternaste mistrzostwo w historii tej nacji. Brąz wywalczyli Kanadyjki, które wygrały z Rosjankami 10:8. Najbardziej wartościową zawodniczką turnieju została Amerykanka Maddie Musselman, natomiast jej rodaczka Ashleigh Johnson najlepszą bramkarką. Najwięcej bramek zdobyła Japonka Yumi Arima[317].
- 19 czerwca – Amerykanin Ryan Crouser wynikiem 23 metrów i 37 centymetrów poprawił rekord świata w pchnięciu kulą podczas krajowych eliminacji olimpijskich w amerykańskim mieście Eugene, w stanie Oregon[318].
- 15–20 czerwca – 44. Mistrzostwa Świata Strongman w kalifornijskim Sacramento. Po pierwszy w karierze tytuł mistrzowski sięgnął Brytyjczyk Tom Stoltman[319].
- 17–20 czerwca – 121. edycja wielkoszlemowego turnieju golfowego mężczyzn US Open w San Diego, w stanie Kalifornia. Tytuł mistrzowski wywalczył Hiszpan Jon Rahm[320].
- 18–20 czerwca – Mistrzostwa Europy w triathlonie sprinterskim i sztafetowym w Austrii. Najlepsi okazali się Szwajcar Max Studer, Niemka Laura Lindemann oraz sztafeta Wielkiej Brytanii[potrzebny przypis].
- 24 czerwca – Mistrzostwa Europy w aquathlonie w Austrii. Po tytuły mistrzowskie sięgnęli reprezentanci Włoch – Michele Bortolamedi i Bianca Seregni[321].
- 21–26 czerwca – 32. Mistrzostwa Europy w softballu mężczyzn w Czechach. W finale reprezentanci Czech pokonali Duńczyków 4:2. To piąty z rzędu tytuł dla tego kraju. Brązowy medal wywalczyli Chorwaci, którzy wygrali z reprezentantami Francji 6:4[322].
- 17–27 czerwca – 38. Mistrzostwa Europy w koszykówce kobiet we Francji i Hiszpanii. W finale Serbki pokonały Francuzki 63:54. To drugi tytuł w historii tej reprezentacji. Brązowy medal wywalczyły Belgijki, które wygrał z Białorusinkami 77:69. MVP i defensorką turnieju została Serbka Sonja Vasić. Do Drużyny Gwiazd wybrane zostały również Francuzk Endéné Miyem (defensorka), reprezentantka Bośni i Hercegowiny Jonquel Jones (centerka) oraz Belgijki, Julie Allemand (strzelczyni) i Emma Meesseman (defensorka)[323].
- 22–27 czerwca
  - 39. Mistrzostwa Europy w tenisie stołowym w Warszawie. Zarówno w grze pojedynczej, jak również rywalizacji deblowej kobiet i mikście, najlepsi okazali się reprezentanci Niemiec – Timo Boll (po raz ósmy w singlu)[324], Petrissa Solja (po raz pierwszy w singlu[324] i po raz drugi w deblu[325]), Sha Xiaona (w deblu)[325] oraz Dang Qiu i Nina Mittelham (w mikście)[326]. W grze podwójnej mężczyzn triumf odnieśli Rosjanie, Lew Katsman i Maksim Grebniew[327]. Polak Jakub Dyjas wywalczył srebrny medal w rywalizacji deblowej[327].
- 24–27 czerwca
  - 67. edycja wielkoszlemowego turnieju golfowego kobiet PGA Championship w amerykańskim mieście Johns Creek, w stanie Georgia. Mistrzostwo wywalczyła Amerykanka Nelly Korda[328].
  - 27. (8. u kobiet) edycja PSA World Tour w squashu w Kairze. Zwycięstwo odnieśli reprezentanci Egiptu – Mostafa Asal i Nouran Gohar[329].
- 28 czerwca – Amerykanka Sydney McLaughlin wynikiem 51 sekund i 90 setnych sekundy pobiła rekord świata w biegu na 400 metrów przez płotki w trakcie amerykańskiej próby przedolimpijskiej w Eguene, w stanie Oregon[330].

## Lipiec
- 26 czerwca–1 lipca – 19. edycja Superfinału Ligi Światowej mężczyzn w piłce wodnej w gruzińskim Tbilisi. Po trzecie mistrzostwo w historii sięgnęli reprezentanci Czarnogóry, którzy w finale pokonali Amerykanów 9:8. Brąz zdobyli Grecy, którzy wygrali z reprezentantami Włoch 10:8. MVP turnieju został reprezentant Czarnogóry, Aleksandar Ivović. Za najlepszego bramkarza uznano Amerykanina Drew Hollanda, natomiast królem strzelców został Japończyk Yusuke Inaba[331].
- 1 lipca – Norweg Karsten Warholm rezultatem 46 sekund i 70 setnych sekundy poprawił rekord świata w biegu na 400 metrów przez płotki podczas mityngu Diamentowej Ligi w Oslo[332].
- 2–4 lipca – 27. Mistrzostwa Świata w gimnastyce akrobatyczne w Genewie. Zwycięstwo w klasyfikacji medalowej odniosła reprezentacja Federacji Rosyjskiej przed Portugalczykami i Belgami[333].
- 3–4 lipca – Mistrzostwa Europy w judo kata w Warszawie. Klasyfikację medalową wygrali reprezentanci Włoch przed Holendrami i Hiszpanami. Polacy wywalczyli sześć medali. Srebro wywalczyli Beata Sypniewska i Sebastian Gembalczyk (Katame No Kata Grupa 2) oraz Zbigniew Wojtowicz i Jacek Kutyba (Kime No Kata Grupa 2). Po brąz sięgnęli Bartosz Machna i Dawid Kajdy (Nage No Kata Grupa 1), Łukasz Proksa i Marek Tarabura (Katame No Kata Grupa 1), Robert i Michał Taraszkiewicze (Kime No Kata Grupa 2) oraz Leszek Piastka i Anna Jagiełło (Kodokan Goshin Jutsu Grupa 2)[334].
- 4–6 lipca – Mistrzostwa Świata w kajakarstwie oceanicznym w hiszpańskim Lanzarote. Po tytuły mistrzowskie sięgnęli reprezentanci Republiki Południowej Afryki – Nicolas Notten i Michelle Burn[335].
- 5–8 lipca – 21. Mistrzostwa Świata w pływaniu w płetwach w rosyjskim Tomsku. Klasyfikację medalową wygrała reprezentacja Federacji Rosyjskiej przed Węgrami i Chińczykami[336].
- 3–9 lipca – 37. Mistrzostwa Świata w biegu na orientację w czeskich Doksach. Wśród mężczyzn najlepsi okazali się Szwed Isac von Krusenstierna (sprint), Szwajcar Matthias Kyburz (bieg średniodystansowy) i Norweg Kasper Fosser (bieg długodystansowy). W zmaganiach kobiet wszystkie indywidualne konkurencje wygrała Szwedka Tove Alexandersson. Reprezentanci Szwecji zwyciężyli także w rywalizacjach drużynowych[337].
- 13 czerwca–10 lipca – 47. Copa América w piłce nożnej mężczyzn w Brazylii. W finale Argentyńczycy pokonali Brazylijczyków 1:0[338]. Brąz wywalczyli Kolumbijczycy, którzy wygrali z Peruwiańczykami 3:2[339]. Tytuł MVP i Złotego Buta zdobył Argentyńczyk Leonel Messi. Po Złotą Rękawicę sięgnął jego rodak Emiliano Martínez. Nagrodę Fair Play otrzymała reprezentacja Brazylii.
- 10 lipca – 21. Indywidualne Mistrzostwa Europy w jeździe na żużlu. Po raz drugi w karierze tytuł mistrzowski wywalczył Duńczyk Mikkel Michelsen. Trzecie miejsce zajął Polak Patryk Dudek[340].
- 11 czerwca–11 lipca – 16. Mistrzostwa Europy w piłce nożnej. W finale reprezentanci Włoch pokonali w rzutach karnych Anglików 3:2 (1:1 w regulaminowym czasie gry). To drugi tytuł w historii tego kraju. Brązowe medale wywalczyli Hiszpanie i Duńczycy. MVP turnieju został włoski bramkarz Gianluigi Donnarumma. Za najlepszego młodego piłkarza uznany został Hiszpan Pedri. Najwięcej goli zdobyli Portugalczyk Cristiano Ronaldo i Czech Patrik Schick (5 bramek)[341].
- 28 czerwca–11 lipca – 134. edycja wielkoszlemowego turnieju tenisowego Wimbledon w Londynie. W grze pojedynczej triumfowali Serb Novak Đoković (po raz szósty)[342] i Australijka Ashleigh Barty[343]. W rywalizacji deblowej najlepsi okazali się reprezentanci Chorwacji, Nikola Mektić i Mate Pavić[344] oraz Belgijka Elise Mertens i reprezentantka Chińskiej Tajpej, Hsieh Su-wei[345]. W mikście zwycięstwo odnieśli Brytyjczyk Neal Skupski i Amerykanka Desirae Krawczyk[346]. Hubert Hurkacz dotarł do półfinału gry pojedynczej[347], natomiast Łukasz Kubot do ćwierćfinału debla[348].
- 1–11 lipca – 32. edycja kolarskiego wyścigu kobiet Giro Rosa. Po raz czwarty w karierze najlepsza okazała się Anna van der Breggen (SD Worx). Holenderka wygrała także klasyfikację punktową. W punktacji górskiej zwyciężyła jej rodaczka Lucinda Brand (Trek-Segafredo), natomiast w młodzieżowej Nowozelandka Niamh Fisher-Black. Najlepszą drużyną została holenderska grupa SD Worx[349].
- 5–11 lipca – 34. Mistrzostwa Europy w pięcioboju nowoczesnym w rosyjskim Niżnym Nowogrodzie. W klasyfikacji medalowej triumf odnieśli reprezentanci Węgier przed Rosjanami i Białorusinami[350]. Srebrny medal dla Polski zdobyły Marta Kobecka i Natalia Dominika w rywalizacji kobiecych sztafet[351].
- 8–11 lipca – 17. Mistrzostwa Europy w maratonie kajakarskim w Moskwie. Klasyfikację medalową wygrali Węgrzy przed reprezentantami Portugalii i Francji[352]. Czwarte miejsce zajęli Polacy. Mateusz Borgiel sięgnął po złoto indywidualnie (w C1)[353] oraz po brąz (w C2 wraz z Mateuszem Zuchorą)[354]. Brązowy medal wywalczyła także Adrianna Antos (w C1)[355].
- 9–11 lipca – 22. Mistrzostwa Europy w kolarstwie BMX w belgijskim Heusden-Zolder. Tytuły mistrzowskie wywalczyli Francuz Arthur Pilard i Szwajcarka Zoé Claessens[356].
- 13 lipca – 91. edycja Meczu Gwiazd w baseballu w amerykańskim Denver, w stanie Kolorado. Zwycięstwo odnieśli zawodnicy American Leauge, którzy pokonali rywali z National Leauge. MVP turnieju został Kanadyjczyk dominikańskiego pochodzenia, Valimir Guerrero Jr.
- 28 czerwca–14 lipca – 46. Mistrzostwa Świata kobiet w warcabach w Tallinnie. Po raz pierwszy najlepsza okazała się Rosjanka Matrena nogovitsyna[357].
- 29 czerwca–14 lipca – 60. Mistrzostwa Świata mężczyzn w warcabach w Tallinnie. Po raz piąty w karierze tytuł mistrzowski wywalczył Rosjanin Aleksander Szwarcman[357].
- 6–17 lipca – 3. Mistrzostwa Świata w akrobacji paralotniarskiej we włoskich miejscowościach Trasaghis i Udine. W zmaganiach indywidualnych najlepszy okazał się Czech Victor Carrera[358]. W rywalizacji akrobacji synchronicznej po zwycięstwo sięgnęli reprezentanci Hiszpanii – Horacio Llorens i Raúl Rodríguez[359]. W zmaganiach drużynowych zwycięstwo odniosła reprezentacja Francji[360].
- 26 czerwca–18 lipca – 108. edycja kolarskiego wyścigu Tour de France. Po raz drugi w karierze najlepszy okazał się Słoweniec Tadej Pogačar. Zawodnik UAE Team Emirates wygrał także klasyfikację górską i młodzieżową. W klasyfikacji punktowej po zwycięstwo sięgnął Brytyjczyk Mark Cavendish (Deceuninck-Quick Step), natomiast w drużynowej Team Bahrain Victorious. Najbardziej aktywnym zawodnikiem touru był Francuz Franck Bonnamour (B&B Hotels p/b KTM)[361].
- 12–18 lipca
  - 9. edycja Euro Winners Cup mężczyzn w piłce nożnej plażowej w portugalskiej Nazaré. Po czwarty tytuł w historii sięgnęli piłkarze rosyjskiego BSC Kristall, którzy pokonali rywali z portugalskiej SC Bragi 6:3. Brązowy medal wywalczyli zawodnicy hiszpańskiego San Francisco, którzy wygrali z niemieckim Real Münster 7:4[362].
  - 6. edycja Euro Winners Cup kobiet w piłce nożnej plażowej w portugalskiej Nazaré. W finale piłkarki hiszpańskiej Madrid pokonały zawodniczki rosyjskiej Zvezdy 6:3. Brąz zdobyły reprezentantki hiszpańskiej Bonaire Terrassa, które wygrały w rzutach karnych z oponentkami z Marsylii BT w rzutach karnych 6:5 (5:5 w regulaminowym czasie gry)[363].
- 13–18 lipca – 12. Mistrzostwa Europy w piłce ręcznej plażowej w bułgarskiej Varnie. Wśród mężczyzn najlepsi okazali się reprezentanci Danii, którzy w finale pokonali Chorwatów 2:0. Brąz po wygranej 2:1 z Hiszpanami zdobyli Rosjanie[364]. W zmaganiach kobiet po zwycięstwo sięgnęły Niemki, które w ostatecznej rozgrywce pokonały Dunki 2:0. Brązowy medal dzięki wygranej takim samym stosunkiem bramek z Norweżkami wywalczyli Hiszpanki[365].
- 15–18 lipca:
  - 149. edycja wielkoszlemowego turnieju golfowego Open Championship w angielskim Sandwich[366].
- 19 lipca – Szwajcar Alex Wilson rezultatem 9 sekund i 84 setnych sekundy poprawił rekord Europy w biegu na 100 metrów podczas mityngu w amerykańskiej miejscowości Marietta[367].
- 14–22 lipca – 41. (36. u kobiet) Mistrzostwa Świata w squashu w Chicago. Po tytuły mistrzowskie sięgnęli reprezentanci Egiptu – Ali Farag i Nour El Sherbini (po raz piąty)[368].
- 24 lipca – 18. Mistrzostwa Europy par na żużlu we francuskim Mâcon. Po raz pierwszy w historii po tytuł mistrzowski sięgnęli reprezentanci Francji – David Bellego i Dimitri Bergé. Drugie miejsce zajęli Polacy – Jakub Jamróg i Grzegorz Zengota[369].
- 17–25 lipca – 28. edycja turnieju dartowego World Matchplay w angielskim Blackpool. Zwycięstwo odniósł Szkot Peter Wright, który w finale pokonał 18:9 Belga Dimitri Van den Bergha[370]. Polka Krzysztof Ratajski dotarł do półfinału turnieju[371].
- 22–25 lipca – 27. edycja kobiecego turnieju golfowego Evian Championship we francuskim Évian-les-Bains. Mistrzostwo wywalczyła Australijka Minjee Lee[372].
- 25 lipca
  - Australijska sztafeta kobiet 4×100 metrów stylem dowolnym (w składzie: Bronte Campbell, Meg Harris, Emma McKeon i Cate Campbell) rezultatem 3 sekund, 29 sekund i 69 setnych sekundy poprawiła rekord świata w pływaniu podczas olimpijskiego finału w Tokio[373].
  - Chinka Jiang Ranxin wynikiem 587 punktów wyrównała strzelecki rekord świata w strzelaniu z pistoletu pneumatycznego z 10 metrów podczas rundy kwalifikacyjnej do finału olimpijskiego w Tokio[374].
- 26 lipca – Chinka Wei Meng, podczas rundy kwalifikacyjnej do finału olimpijskiego w Tokio, pobiła strzelecki rekord świata w skeecie, uzyskując pulę 124 punktów[374].
- 27 lipca
  - Chiński mikst (w składzie: Yang Qian i Yang Haoran) rezultatem 633,2 punktów poprawił strzelecki rekord świata w strzelaniu z karabinu pneumatycznego z 10 metrów w trakcie rundy kwalifikacyjnej do finału olimpijskiego w Tokio[375].
  - Rosjanin Jewgienij Ryłow czasem 51 sekund i 98 setnych sekundy pobił rekord Europy w pływaniu w finale olimpijskim w Tokio[376].
- 28 lipca
  - Brytyjska sztafeta 4×200 metrów mężczyzn stylem dowolnym (w składzie: Thomas Dean, James Guy, Matthew Richards i Calum Jarvis) rezultatem 6 minut, 58 sekund i 58 setnych sekundy poprawiła rekord Europy w pływaniu podczas olimpijskiego finału w Tokio[377].
  - Holenderska czwórka podwójna wioślarzy (w składzie: Dirk Uittenbogaard, Abe Wiersma, Tone Wieten i Koen Metsemakers) wynikiem 5 minut, 32 sekund i 3 setnych sekundy poprawiła rekord świata w olimpijskim finale w Tokio[378].
  - Chińska czwórka podwójna wioślarek (w składzie: Chen Yunxia, Zhang Ling, Lü Yang i Cui Xiaotong) czasem 6 minut, 5 minut i 13 setnych sekundy pobiła rekord świata podczas olimpijskiego finału w Tokio[379].
  - Irlandzka dwójka podwójna wagi lekkiej wioślarzy (w składzie: Fintan McCarthy i Paul O’Donovan) rezultatem 6 minut, 6 sekund i 43 setnych sekundy poprawiła rekord świata w olimpijskim finale w Tokio[380].
  - Chińczyk Shi Zhiyong (w kat. go 73 kg) wynikiem 364 kg poprawił rekord świata w dwuboju podczas olimpijskich zmagań w podnoszeniu ciężarów w Tokio[381].
- 29 lipca
  - Chińska sztafeta kobiet 4×200 metrów techniką dowolną (w składzie: Yang Junxuan, Tang Muhan, Zhang Yufei i Li Bingjie) czasem 7 minut, 40 sekund i 33 setnych sekundy pobiła rekord świata w pływaniu w trakcie finału olimpijskiego w Tokio[382].
  - Podczas eliminacji do finału olimpijskiego w trapie Czeszka Zuzana Štefečeková pobiła strzelecki rekord świata, uzyskując wynik 125 punktów[383].
- 30 lipca
  - Reprezentantka RPA Tatjana Schoenmaker rezultatem 2 minut, 18 sekund i 95 setnych sekundy poprawiła rekord świata w pływaniu na dystansie 200 metrów stylem klasycznym podczas finału olimpijskiego w Tokio[384].
  - Polscy biegacze (w składzie: Dariusz Kowaluk, Iga Baumgart-Witan, Małgorzata Hołub-Kowalik i Kajetan Duszyński) rezultatem 3 minut, 10 sekund i 44 setnych sekundy poprawili rekord Europy w sztafecie mieszanej 4×400 metrów podczas półfinałowego biegu olimpijskiego w Tokio[385].
- 31 lipca
  - 40. edycja kolarskiego wyścigu Clásica de San Sebastián w Hiszpanii. Jako pierwszy linię mety przeciął reprezentant Stanów Zjednoczonych Neilson Powless, który reprezentował amerykańską grupę EF Education-Nippo[386].
  - Amerykanin Caeleb Dressel czasem 49 sekund i 45 setnych sekundy poprawił rekord świata w pływaniu na dystansie 100 metrów stylem motylkowym w olimpijskim finale w Tokio[387].
  - Brytyjska sztafeta mieszana 4×100 metrów stylem zmiennym (w składzie: Kathleen Dawson, Adam Peaty, James Guy i Anna Hopkin) rezultatem 3 minut, 37 sekund i 58 setnych sekundy poprawiła rekord świata w pływaniu w trakcie finału olimpijskiego w Tokio[388].
  - Polscy biegacze (w składzie: Dariusz Kowaluk, Iga Baumgart-Witan, Małgorzata Hołub-Kowalik i Kajetan Duszyński) wynikiem 3 minut, 9 sekund i 87 setnych sekundy poprawili rekord Europy w sztafecie mieszanej 4×400 metrów podczas finałowego biegu olimpijskiego w Tokio[389].

## Sierpień
- 1 sierpnia
  - Wenezuelka Yulimar Rojas, podczas finału olimpijskiego w Tokio, poprawiła lekkoatletyczny rekord świata w trójskoku, osiągając odległość 15 metrów i 67 centymetrów[390].
  - Amerykańska sztafeta mężczyzn 4×100 metrów stylem zmiennym (w składzie: Ryan Murphy, Michael Andrew, Caeleb Dressel i Zach Apple) czasem 3 minut, 26 sekund i 78 setnych sekundy pobiła rekord świata w pływaniu w olimpijskim finale w Tokio[391].
  - Włoch Marcell Jacobs, podczas olimpijskich zmagań w Tokio, dwukrotnie poprawił rekord Europy w biegu na 100 metrów. Najpierw w półfinale pobiegł z czasem 9 sekund i 84 setnych sekundy, by następnie zatrzymać zegar na 9 sekundach i 80 setnych sekundy[392].
- 2 sierpnia – Chinki Bao Shanju i Zhong Tianshi rezultatem 31 sekund i 804 tysięcznych sekundy poprawiły kolarski rekord świata w wyścigu eliminacyjnym do finału olimpijskiego w sprincie drużynowym w Tokio[393].
- 12 lipca–3 sierpnia – 1. edycja Pucharu Świata w szachach kobiet w Soczi. W rosyjskim finale Aleksandra Kostieniuk pokonała Aleksandrę Goriaczkinę 1,5:0,5. Trzecie miejsce zajęła Chinka Tan Zhongyi, która wygrała z Ukrainką Anną Muzyczuk 2,5:1,5[394].
- 3 sierpnia
  - Norweg Karsten Warholm wynikiem 45 sekund i 94 setnych sekundy poprawił lekkoatletyczny rekord świata w biegu na 400 metrów przez płotki podczas olimpijskiego finału w Tokio[395].
  - W trakcie jednego dnia trzykrotnie padał kolarski rekord świata w wyścigu drużynowym kobiet. W pierwszej rundzie Brytyjski uzyskał czas 4 minut, 6 sekund i 166 tysięcznych sekundy. Ich wynik na tym samym etapie rywalizacji poprawiły Niemki, odnotowując rezultat 4 minut, 6 sekund i 166 tysięcznych sekundy. W finale reprezentantki Niemiec pobiły rekord po raz drugi, uzyskując czas 4 minut, 4 sekund i 242 tysięcznych sekundy[396].
  - Podczas pierwszej rundy do finału olimpijskiego w wyścigu drużynowym mężczyzn reprezentanci Włoch poprawili kolarski rekord świata, odnotowując rezultat 3 minut, 42 sekund i 307 tysięcznych sekundy[397].
- 4 sierpnia
  - W trakcie finału olimpijskiego w Tokio Amerykanka Sydney McLaughlin rezultatem 51 sekund i 46 setnych sekundy pobiła lekkoatletyczny rekord świata w biegu na 400 metrów przez płotki[398]. W tym samym biegu Holenderka Femke Bol czasem 52 sekund i 3 setnych sekundy poprawiła rekord Europy[398].
  - Włoska drużyna kolarzy torowych (w składzie: Simone Consonni, Filippo Ganna, Francesco Lamon i Jonathan Milan) czasem 3 minut, 42 sekund i 32 tysięcznych sekundy poprawili rekord świata w wyścigu na dochodzenie podczas olimpijskiego finału w Tokio[399].
  - Gruzin Lasza Talachadze (w kat. powyżej 109 kg) poprawił rekordy świata w rwaniu (223 kg), podrzucie (265 kg) oraz dwuboju (488 kg) podczas olimpijskich zmagań w podnoszeniu ciężarów w Tokio[400].
- 12 lipca–6 sierpnia – 9. edycja Pucharu Świata w szachach mężczyzn w Soczi. W finale Polak Jan-Krzysztof Duda pokonał Rosjanina Siergieja Kariakina 1,5:0,5. Trzecie miejsce zajął Norweg Magnus Carlsen, który wygrał z innym reprezentantem Rosji, Władimirem Fiedosiejewem 2:0[401].
- 6 sierpnia – Polka Aleksandra Mirosław czasem 6 sekund i 84 setnych sekundy pobiła rekord świata we wspinaczce sportowej na czas w trakcie finału olimpijskiego w Tokio[402].
- 23 lipca–8 sierpnia – XXXII Letnie Igrzyska Olimpijskie w Tokio. Klasyfikację medalową wygrała reprezentacja Stanów Zjednoczonych przed Chinami i Japonią. Polska została sklasyfikowana na 17. miejscu z dorobkiem czternastu medali[403]. Po złoto sięgnęła sztafeta mieszana 4x400 metrów (w składzie: Karol Zalewski, Natalia Kaczmarek, Justyna Święty-Ersetic, Kajetan Duszyński, Dariusz Kowaluk, Iga Baumgart-Witan i Małgorzata Hołub-Kowalik)[404], chociaż Dawid Tomala (na 50 km)[405] oraz młociarze – Anita Włodarczyk[406] i Wojciech Nowicki[407]. Srebro wywalczyli oszczepniczka Maria Andrejczyk, sztafeta 4x400 metrów kobiet (w składzie: Natalia Kaczmarek, Iga Baumgart-Witan, Małgorzata Hołub-Kowalik, Justyna Święty-Ersetic i Anna Kiełbasińska)[408], czwórka podwójna kobiet (w składzie: Agnieszka Kobus-Zawojska, Marta Wieliczko, Maria Sajdak i Katarzyna Zillmann)[409], Anna Puławska i Karolina Naja (K-2 500 metrów)[410] oraz Agnieszka Skrzypulec i Jolanta Ogar-Hill (żeglarska klasa 470)[411]. Brązowy medal zdobyli zapaśnik Tadeusz Michalik (styl klasyczny w kat. do 97 kg)[412], biegacz Patryk Dobek (800 metrów)[413], młociarze Paweł Fajdek[407] i Malwina Kopron[406] oraz Karolina Naja, Anna Puławska, Justyna Iskrzycka i Helena Wiśniewska (K-4 500 metrów)[414]. W trakcie Igrzysk odnotowanych zostało 25 rekordów świata i 148 rekordów olimpijskich w różnych konkurencjach[374].
- 29 lipca–7 sierpnia – 14. Mistrzostwa Świata w zaawansowanej akrobacji lotniczej w Toruniu. Rosjanin Dmitrij Samochwałow zwyciężył indywidualnie[415] i drużynowo (wspólnie z Konstantinem Borowikiem i Wasilijem Płotnikowem)[416].
- 7 sierpnia – Norweg Jakob Ingebrigtsen w trakcie finału olimpijskiego w Tokio pobił rekord Europy w biegu na 1500 metrów, uzyskując rezultat 3 minut, 28 sekund i 32 setnych sekundy[417].
- 28 lipca–8 sierpnia
  - 23. Mistrzostwa Świata w akrobacji szybowcowej w Lesznie. W zmaganiach indywidualnych najlepsi okazali się Węgier Ferenc Tóth[418] i Włoch Luca Bertossio[419]. W rywalizacji drużynowej po triumf sięgnęli reprezentanci Polski (w składzie: Piotr Lewandowski, Jan Makuła i Stanisław Makuła)[420].
  - 11. Mistrzostwa Świata w zaawansowanej akrobacji szybowcowej w Lesznie. W rywalizacji indywidualnej zwycięski okazał się Francuz Charlie Levy-Louapre[421][422], natomiast w drużynowej reprezentacja Rumunii (w składzie: Octav Alexan, Hota Valentin i Lorand Daroczi). Trzecie miejsce zajęli Polacy (w składzie: Sławomir Cichoń, Wojciech Gałuszka i Michał Rumiński)[423].
- 5–8 sierpnia – 23. edycja WGC-FedEx St. Jude Invitational, czyli nieoficjalnych Mistrzostw Świata w golfie w amerykańskim Memphis, w stanie Tennessee. Po tytuł mistrzowski sięgnął Meksykanin Abraham Ancer[424].
- 11 sierpnia – 46. edycja Superpucharu Europy UEFA w piłce nożnej mężczyzn w irlandzkim Belfaście. W rzutach karnych lepsi okazali się zawodnicy angielskiej Chelsea F.C., którzy pokonali rywali z hiszpańskiego Villarreal CF 6:5 (1:1 w regulaminowym czasie gry). Zawodnikiem meczu został Hiszpan Gerard Moreno[424].
- 6–15 sierpnia – 140. (129. u kobiet) edycja tenisowego turnieju Canadian Open. W grze pojedynczej najlepsi okazali się Rosjanin Daniił Miedwiediew[425] i Włoszka Camila Giorgi[425]. W rywalizacji deblowej mężczyzn zwyciężyli Amerykanin Rajeev Ram i Brytyjczyk Joe Salisbury[426], natomiast u kobiet Kanadyjka Gabriela Dabrowski i Brazylijka Luisa Stefani[427].
- 7–15 sierpnia – Mistrzostwa Świata w żeglarskiej klasie J/70 w amerykańskim Marina del Rey. Tytuł mistrzowski wywalczył Amerykanin Peter Duncan[428].
- 9–15 sierpnia – 78. edycja kolarskiego wyścigu Tour de Pologne. Zwycięstwo odniósł Portugalczyk João Almeida z belgijskiej grupy Deceuninck-Quick Step, która okazała się również najlepszą drużyną wyścigu. Almeida triumfował także w klasyfikacji punktowej i sprinterskiej. W klasyfikacji górskiej najlepszy okazał się Polak Łukasz Owsian (Arkéa-Samsic). Najbardziej aktywnym zawodnikiem był Holender Taco van der Hoorn (Circus-Wanty Gobert). Polak Michał Kwiatkowski został najlepszym kolarzem w grupie krajowej, zajmując w klasyfikacji końcowej trzecie miejsce[429].
- 10–15 sierpnia – 17. Mistrzostwa Europy małych państw w koszykówce w Irlandii. Po drugi tytuł w historii sięgnęli koszykarze reprezentacji Irlandii. MVP turnieju został Andorczyk Guillem Colom[430].
- 11–15 sierpnia – 30. (29. u kobiet) Mistrzostwa Europy w siatkówce plażowej w Wiedniu. W zmaganiach mężczyzn po raz czwarty norweska para, Anders Mol i Christian Sørum[431]. Brązowy medal wywalczyli reprezentanci Polski, Piotr Kantor i Bartosz Łosiak[432]. W rywalizacji kobiet po tytuł sięgnęły szwajcarskie siatkarki, Nina Betschart i Tanja Hüberli[433].
- 14–15 sierpnia – 10. Mistrzostwa Świata w wędkarstwie feederowym we francuskim Rieux. W rywalizacji indywidualnej najlepszy okazał się Belg Benny Mertens. Najlepszą drużyną została reprezentacja Belgii[434].
- 15 sierpnia – zakończył się 7. sezon Mistrzostw Świata Formuły E. W klasyfikacji kierowców najlepszy okazał się Holender Nyck de Vries, natomiast w punktacji zespołowej brytyjska ekipa Envision Virgin Racing[435].
- 12–16 sierpnia – 40. Mistrzostwa Świata w wędkarstwie muchowym w fińskim Kuusamo. W zmaganiach indywidualnych po triumf sięgnął Fin Heikki Kurtti. Reprezentacja Finlandii zwyciężyła w rywalizacji drużynowej[436].
- 7–21 sierpnia – 36. Mistrzostwa świata w szybownictwie we francuskich miastach Montluçon i Guerech. Tytuły mistrzowskie wywalczyli reprezentanci Niemiec, Uwe Wahlig (klasa Club)[437], Simon Schröder (kategoria Standard)[437] oraz Polak Sebastian Kawa (w klasie 15m)[437].
- 14–21 sierpnia – Mistrzostwa Świata w żeglarstwie na 12 metrów w Helsinkach. Po mistrzostwo sięgnął Duńczyk Patrick Howaldt[438].
- 16–21 sierpnia
  - 120. edycja tenisowego turnieju Cincinnati Masters. W grze pojedynczej triumf odnieśli Niemiec Alexander Zverev[439] i Australijka Ashleigh Barty[440]. W rywalizacji deblowej zwyciężyli Hiszpan Marcel Granollers i Argentyńczyk Horacio Zeballos[439] oraz Australijka Samantha Stosur i Chinka Zhang Shuai[440].
  - 16. Mistrzostwa Świata w wyścigach żeglarskich w Rydze. Wśród mężczyzn najlepszy okazał się Litwin Juozas Bernotas[441], natomiast u kobiet Łotyszka Vita Matīse[442].
- 16–22 sierpnia – Mistrzostwa Świata w żeglarskiej klasie iQFoil w szwajcarskiej Silvaplanie. Zarówno wśród mężczyzn, jak i u kobiet, najlepsi okazali się reprezentanci Francji – Nicolas Goyard[443] i Hélène Noesmoen[444].
- 17–22 sierpnia – 26. Mistrzostwa Świata w kolarstwie BMX w holenderskim Arnhem. Tytuły mistrzowskie zdobyli Holender Niek Kimmann i Brytyjka Bethany Shriever[445].
- 19–22 sierpnia – 45. edycja wielkoszlemowego turnieju golfowego kobiet British Open w szkockim Carnoustie. Zwycięstwo odniosła Szwedka Anna Nordqvist[446].
- 21–22 sierpnia – 89. edycja 24-godzinnego wyścigu samochodowego Le Mans we Francji. W kategorii Hypercar najlepsza okazała się załoga japońskiego zespołu Toyota Gazoo Racing – Brytyjczyk Mike Conway, Japończyk Kamui Kobayashi i Argentyńczyk José María López. W klasie LMP2 po zwycięstwo sięgnęła belgijska ekipa WRT – Holender Robin Frijns, Austriak Ferdinand Habsburg i Francuz Charles Milesi. Kategorię LMGTE Pro i Am wygrała włoska stajnia AF Corse – w pierwszej zwyciężyli Brytyjczyk James Calado, Francuz Côme Ledogar i Włoch Alessandro Pier Guidi, natomiast w drugiej Duńczyk Nicklas Nielsen, Francuz François Perrodo i inny z reprezentantów Półwyspu Apenińskiego, Alessio Rovera[447].
- 21–28 sierpnia – 23. (7. u kobiet) Mistrzostwa Świata w dalekich wędkarskich rzutach obciążników morskich we włoskiej Pizie. W rywalizacji mężczyzn najlepsi okazali się Argentyńczycy[448], natomiast w zmaganiach kobiet Włoszki[449].
- 22–28 sierpnia – Mistrzostwa Świata w żeglarskiej klasie Platu 25 w litewskiej Nidzie. Tytuł mistrzowski wywalczyła załoga Penelope prowadzona przez Estończyka Matiego Seppiego[450].
- 19–29 sierpnia
  - 11. Mistrzostwa świata w piłce nożnej plażowej w Moskwie. Po raz trzeci w historii po tytuł mistrzowski sięgnęła reprezentacja Rosji, która w finale pokonała Japonię 5:2. Brązowy medal wywalczyli Szwajcarzy, którzy wygrali z Senegalczykami 9:7. Złotą Piłkę dla najbardziej wartościowego zawodnika turnieju otrzymał Szwajcar Noël Ott, natomiast Złotą Rękawicę dla najlepszego bramkarza jego rodakowi Eliottowi Mounoud. Jeszcze inny z reprezentantów Szwajcarii, Glenn Hodel, został królem strzelców z dwunastoma bramkami. Nagrodę FIFA Fair Play otrzymała reprezentacja Brazylii[451].
  - 74. edycja Little League w baseballu w amerykańskim mieście South Williamsport, w stanie Pensylwania. W finale zawodnicy Taylor North Little League z Michigan pokonali West Side Little League z Ohio 5:2[452].
- 23–29 sierpnia – Jeździeckie Mistrzostwa Świata w skokach przez przeszkody w Budapeszcie. Tytuł wywalczyła reprezentacja Niemiec[453].
- 25–29 sierpnia
  - 32. Mistrzostwa Świata w kolarstwie górskim we włoskim Val di Sole. W klasyfikacji medalowej najlepsi okazali się reprezentanci Francji, którzy pokonali Szwajcarów i Czechów[454].
  - Mistrzostwa Świata w biathlonie nowoczesnym w niemieckim Weiden. Najlepsza okazała się reprezentacja Czech[455].
- 26–29 sierpnia – 25. Mistrzostwa Świata w biathlonie letnim w czeskim Nové Město na Moravě. Klasyfikację medalową wygrali Czesi przed Rumunami i Polakami[456]. Złoto wywalczyła Monika Hojnisz-Staręga w biegu sprinterskim[457].
- 28–29 sierpnia – Mistrzostwa Świata w wędkowaniu na brzegu sztucznych przynęt w Bułgarii. Po tytuł w zmaganiach drużynowych sięgnęła reprezentacja Ukrainy. W rywalizacji indywidualnej najlepszy okazał się ich reprezentant Nazarij Bożenko[458].
- 29 sierpnia – 85. edycja kolarskiego wyścigu Bretagne Classic Ouest-France. Najlepszy okazał się Francuz Benoît Cosnefroy z grupy AG2R Citroën[459].
- 27–30 sierpnia – Mistrzostwa Świata w sambo plażowym na Cyprze. Klasyfikację medalową wygrała reprezentacja Rosji przed Rumunią i Bułgarią[460].
- 20–31 sierpnia – 20. Mistrzostwa Świata w hokeju na lodzie kobiet w Kanadzie. Po raz jedenasty w historii najlepsze okazały się Kanadyjski, które w finale pokonały 3:2 (w doliczonym czasie gry). Brąz zdobyły Finki, które wygrały ze Szwajcarkami 3:1. Najbardziej wartościową zawodniczką turnieju, a zarazem obrończynią, została Kanadyjka Mélodie Daoust. Daoust strzeliła także najwięcej bramek (12). Najlepszą atakującą zawodniczką została Finka Anni Keisala, natomiast defensorką Amerykanka Lee Stecklein. Oprócz nich do Drużyny Gwiazd wybrano Kanadyjki, Erin Ambrose (defensorka) i Natalie Spooner (obrończyni) oraz Finkę Petrę Nieminen (obrończyni)[461].

## Wrzesień
- 18 sierpnia–4 września – 32. Mistrzostwa Europy w piłce siatkowej kobiet w Serbii, Bułgarii, Chorwacji i Rumunii. Po trzeci tytuł w historii sięgnęły reprezentantki Włoch, które w finale pokonały Serbki 3:1. Brązowy medal wywalczyły Turczynki, które wygrały z reprezentantkami Holandii 3:0. MVP mistrzostw została Włoszka Paola Egonu. Wyróżnione zostały również jej rodaczki – Anna Danesi (środkowa), Miriam Sylla (przyjmująca), Elena Pietrini (przyjmująca), Alessia Orro (rozgrywająca) i Monica De Gennaro (libero)[462]. Pozostałe statuetki otrzymały Turczynka Eda Erdem (środkowa) i Serbka Tijana Bošković (atakująca). Reprezentantki Polski dotarły do ćwierćfinału turnieju[463].
- 30 sierpnia–4 września – 7. Mistrzostwa Europy w łucznictwie 3D w słoweńskim Mariborze. Klasyfikację medalową wygrała reprezentacja Włoch, która pokonała Austrię i Szwecję[464].
- 1–4 września – Mistrzostwa Świata w żeglarskiej klasie Melges 32 we włoskim Villasimius. Tytuł mistrzowski wywalczył Niemiec Christian Schwörer[465].
- 14 sierpnia–5 września – 76. edycja kolarskiego wyścigu Vuelta a España. Po raz trzeci z rzędu najlepszy okazał się Słoweniec Primož Roglič z holenderskiej grupy Team Jumbo-Visma. W klasyfikacji drużynowej zwycięstwo odniosła ekipa Bahrain Victorious. Najlepiej punktującym zawodnikiem został Holender Fabio Jakobsen (Deceuninck-Quick Step), najlepszym góralem Australijczyk Michael Storer (Team DSM), natomiast młodzieżowcem Szwajcar Gino Mäder (Bahrain Victorious). Najbardziej aktywnym kolarzem okazał się Duńczyk Magnus Cort Nielsen (EF Education-Nippo)[466].
- 24 sierpnia–5 września – XVI Letnie Igrzyska Paraolimpijskie w Tokio. Klasyfikację medalową wygrała reprezentacja Chin przed Wielką Brytanią i Stanami Zjednoczonymi. Polacy zajęli 17. miejsce z dorobkiem 25 medali – 7 złotych, 6 srebrnych i 12 brązowych[467].
- 19 sierpnia–5 września – 15. edycja golfowego turnieju FedEx Cup w Jersey City, Owings Mills i Atlancie. W klasyfikacji końcowej najlepszy okazał się Amerykanin Patrick Cantlay[468].
- 30 września–5 października – 17. edycja kolarskiego wyścigu Benelux Tour 2021. Zwycięstwo odniósł Włoch Sonny Colbrelli z grupy Bahrain Victorious, która wygrała klasyfikację drużynową. W klasyfikacji punktowej najlepszy okazał się Holender Danny van Poppel (Intermarché-Wanty-Gobert Matériaux). Najbardziej aktywnym zawodnikiem wyścigu był Belg Arjen Livyns (Bingoal Pauwels Sauces WB)[469].
- 1–5 września
  - Mistrzostwa Świata w żeglarskim slalomie w greckim Paros. Wśród mężczyzn zwyciężył Chorwat Enrico Marotti[470], natomiast u kobiet Brytyjka Jenna Gibson[471].
  - 46. Mistrzostwa Świata w wędkarstwie rzutowym w Budapeszcie. Po zwycięstwo sięgnęła reprezentacja Czech[472].
- 2–5 września – Mistrzostwa Świata w trialu rowerowym w Hiszpanii. Najlepsza okazała się reprezentacja Hiszpanii[473].
- 5 września – Mistrzostwa Świata w eliminacyjnym kolarstwie górskim w austriackim Grazu. Tytuły mistrzowskie wywalczyli Niemiec Simon Gegenheimer oraz Włoszka Gaia Tormena[474].
- 4–6 września – 17. edycja golfowego turnieju Solheim Cup w amerykańskim Toledo, w stanie Ohio. W finale reprezentacja Europy pokonała Amerykanów 15:13[475].
- 31 sierpnia–7 września – Mistrzostwa Świata w żeglarskiej klasie Moth we włoskim Lago di Garda. Po tytuł mistrzowski sięgnął Australijczyk Tom Slingsby[476].
- 3–8 września – Mistrzostwa Świata w żeglarskiej klasie FarEast 28R w niemieckiej Kolonii.
- 4–10 września – 1. Mistrzostwa Świata w akrobacjach średnio zaawansowanych w Belgii.
- 6–10 września – 6. Mistrzostwa Świata w bilardowej „ósemce” w Las Vegas, w stanie Nevada. Tytuł mistrzowski wywalczył Albańczyk Eklent Kaçi[477].
- 4–11 września
  - I Igrzyska Niepodległych Państw w rosyjskim Kazaniu. Klasyfikację medalową wygrała reprezentacja Rosji[478].
  - 58. Mistrzostwa Świata w żeglarskiej klasie Flying Dutchman w hiszpańskiej Altei. Zwycięstwo odnieśli reprezentanci Węgier[479].
- 5–11 września – Mistrzostwa Świata w szybowcowym Grand Prix we Francji.
- 30 sierpnia–12 września – 141. edycja wielkoszlemowego turnieju tenisowego US Open. W grze pojedynczej najlepsi okazali się Rosjanin Daniił Miedwiediew[480] i Brytyjka Emma Raducanu[481]. W zmaganiach deblowych triumf odnieśli Amerykanin Rajeev Ram i Brytyjczyk Joe Salisbury[482] oraz Australijka Samantha Stosur i Chinka Zhang Shuai[483]. W rywalizacji gry mieszanej zwyciężyli Salisbury i Amerykanka Desirae Krawczyk[484].
- 5–12 września – 24. Mistrzostwa Europy w łucznictwie polowym w chorwackim Poreču. W klasyfikacji medalowej najlepsi okazali się reprezentanci Włoch, którzy wyprzedzili Szwedów i Brytyjczyków[485].
- 7–12 września – 30. Mistrzostwa Europy w ujeżdżeniu jeździeckim w niemieckim Hagen. Klasyfikację medalową z kompletem złotych medali wygrała reprezentacja Niemiec. Podium dopełnili ex aequo Duńczycy i Holendrzy[486].
- 8–12 września – 27. Mistrzostwa Europy w kolarstwie szosowym we włoskim Trentino. W wyścigu ze startu wspólnego najlepsi okazali się Włoch Sonny Colbrelli[487] i Holenderka Ellen van Dijk. Polak Katarzyna Niewiadoma zajęła w tym wyścigu czwarte miejsce[488]. W jeździe indywidualnej czas zwyciężyli natomiast reprezentanci Szwajcarii – Stefan Küng[489] i Marlen Reusser[490]. Reprezentacja Włoch (w składzie: Matteo Sobrero, Filippo Ganna, Alessandro De Marchi, Elena Cecchini, Marta Cavalli i Elisa Longo Borghini) wygrali zmagania sztafet mieszanych[491].
- 9–12 września
  - 11. edycja Pucharu Świata w dartach federacji PDC w niemieckiej Jenie. W finale reprezentanci Szkocji (w składzie: John Henderson i Peter Wright) pokonali Austriaków (w składzie: Mensur Suljović i Rowby-John Rodriguez) 3:1[492].
  - Mistrzostwa Świata w stand up paddle w węgierskim Balatonfüred.
- 10–12 września
  - 17. Mistrzostwa Europy w koszykówce ulicznej w Paryżu. Po tytuły mistrzowskie sięgnęli Serbowie i Hiszpanki. Polacy wywalczyli brązowy medal[493].
  - Mistrzostwa Świata w narciarstwie linowym w Sosnowcu. W klasyfikacji medalowej najlepsi okazali się reprezentanci Białorusi. Podium dopełnili Austriacy i Izraelici[494].
- 13–14 września – Mistrzostwa Świata w judo kata w Krakowie.
- 14 września – 8. edycja Światowego Finału Ligi Surfingowej w amerykańskim San Clemente, w stanie Kalifornia. Zwycięstwo odnieśli Brazylijczyk Gabriel Medina[495] oraz reprezentantka Hawajów Carissa Moore[496].
- 17 września – 15. Mistrzostwa Świata w triathlonie typu Ironman 70.3 w Stanach Zjednoczonych. Wśród mężczyzn najlepszy okazał się Norweg Gustav Iden (po raz drugi)[497], natomiast u kobiet Brytyjka Lucy Charles-Barclay[498].
- 13–18 września – 22. Mistrzostwa Świata w balonach na ogrzane powietrze na Węgrzech. Najlepsza okazała się reprezentacja Francji[499].
- 1–19 września – 32. Mistrzostwa Europy w piłce siatkowej mężczyzn w Polsce, Czechach, Finlandii i Estonii. W finale reprezentacja Włoch pokonała Słowenię 3:2. To siódmy tytuł w historii tego kraju[500]. Brązowy medal wywalczyli reprezentanci Polski, którzy wygrali z Serbami 3:0[501]. Najbardziej wartościowym zawodnikiem turnieju został Włoch Simone Giannelli[502].
- 8–19 września – Mistrzostwa Świata w hokeju na rolkach we Włoszech. W finale reprezentanci Czech wygrali z Kanadyjczykami 7:0. To siódme mistrzostwo w historii tej nacji. Brąz wywalczyli Hiszpanie, którzy wygrali z Włochami 6:2[503].
- 12–19 września – 36. Mistrzostwa Europy w baseballu we Włoszech. W finale Holendrzy pokonali Izraelitów 9:4. To dwudziesty czwarty tytuł w historii tego kraju. Brązowy medal zdobyła reprezentacja Włoch, która pokonała Hiszpanię 2:0. MVP turnieju został Holender Roger Bernadina[504].
- 13–19 września – Mistrzostwa Świata w tenisie plażowym we włoskiej Terracinie. Wśród mężczyzn najlepsi okazali się Rosjanin Nikita Burmakin i Włoch Tommaso Giovannini[505], natomiast u kobiet reprezentantki Półwyspu Apenińskiego – Giulia Gasparri i Ninny Valentini[506].
- 16–19 września – Klasyfikację medalową wygrała reprezentacja Węgier przed Białorusinami i Ukraińcami. Polacy zdobyli sześć medali. Srebro wywalczyli Wiktor Głazunow i Tomasz Barniak (C-2 1000 m)[507], Aleksander Kitewski, Arsen Śliwiński, Michał Łubniewski i Norman Zezula (C-4 500 m)[507], drużyna mieszana C-2 200 metrów (w składzie: Łubniewski i Dorota Borowska)[508]. Po brąz sięgnęli Borowska (C-1 200 m)[509], Dominika Putto i Katarzyna Kołodziejczyk (K-2 200 m)[507] oraz Marta Walczykiewicz i Bartosz Grabowski (drużyna mieszana w K-2 200 m)[510].
- 17–19 września – 12. Mistrzostwa Europy w aerobiku we włoskim Pesaro. W klasyfikacji medalowej najlepsza okazała się reprezentacja Bułgarii. Podium dopełnili Rosjanie i Rumuni[511].
- 18–19 września – 50. edycja Pucharu Europy Top 16 w tenisie stołowym w greckich Salonikach. Tytuły mistrzowskie wywalczyli reprezentanci Niemiec – Patrick Franziska i Nina Mittelham[512].
- 19 października – 60. edycja kolarskiego wyścigu Eschborn–Frankfurt. Zwycięstwo odniósł Belg Jasper Philipsen z grupy Alpecin-Fenix[513].
- 16–21 września – 17. Mistrzostwa świata we wspinaczce sportowej w Soczi. W prowadzeniu najlepsi okazali się Austriak Jakob Schubert[514] i Koreanka Seo Chae-hyun[514]. W sprincie zwycięstwo odnieśli Ukrainiec Danyjił Bołdyrew[515] i Polka Natalia Kałucka[516] Aleksandra Mirosław w tej konkurencji zajęła trzecie miejsce[516]. W boulderingu po triumf sięgnęli Kokoro Fujii[517] i Amerykanka Natalia Grossman[518]. Kombinację wygrali Niemiec Yannick Flohé[519] i Austriaczka Jessica Pilz[519].
- 18–26 września – 22. edycja World Rugby Sevens w Kanadzie. Zwycięstwo odnieśli reprezentanci Republiki Południowej Afryki. Drugie miejsce zajęli Brytyjczycy, natomiast trzecie Kenijczycy. Najwięcej przyłożeń odnotował reprezentant RPA Muller du Plessis (13), natomiast punktów jego rodak Ronald Brown (91)[520].
- 19–26 września – 94. Mistrzostwa Świata w kolarstwie szosowym we Flandrii. W jeździe indywidualnej na czas zwycięstwo odnieśli Włoch Filippo Ganna[521] i Holenderka Ellen van Dijk[522], natomiast w wyścigu ze startu wspólnego najlepsi okazali się Francuz Julian Alaphilippe[523] i Włoszka Elisa Balsamo[524]. Po triumf w wyścigu drużynowym sięgnęli reprezentanci Niemiec (w składzie: Lisa Brennauer, Lisa Klein, Mieke Kröger, Nikias Arndt, Tony Martin i Max Walscheid)[525]. Polka Katarzyna Niewiadoma zdobyła brązowy medal w wyścigu masowym[524].
- 20–26 września – 51. Mistrzostwa świata w łucznictwie w amerykańskim Yankton. W klasyfikacji medalowej triumfowali reprezentanci Korei Południowej, którzy wyprzedzili Kolumbijczyków i Amerykanów[526].
- 22–26 września
  - 41. Mistrzostwa świata w kajakarstwie górskim w Bratysławie. Najlepsza okazała się reprezentacja Francji, która w klasyfikacji medalowej wyprzedziła Czechów i Niemców[527].
  - 37. Mistrzostwa Świata w kajakarstwie na „dzikich wodach” w Bratysławie. Klasyfikację medalową wygrali reprezentanci Francji przed Czechami i Niemcami[528].
- 24–26 września
  - 4. edycja Pucharu Lavera w tenisie ziemnym w Bostonie. W finale Drużyna Europy pokonała Drużynę Światową 14:1[529].
  - 43. edycja golfowego Pucharu Rydera w amerykańskim Haven, w stanie Wisconsin. W finale Drużyna Ameryki pokonała Drużynę Europy 19:9[530].
- 25–26 września – 36. Mistrzostwa Europy w triathlonie w Walencji. Po tytuły mistrzowskie sięgnęli Francuz Dorian Coninx i Szwajcarka Julie Derron[531].
- 26 września
  - zakończył się 26. sezon amerykańskiej serii wyścigów samochodowych Indy Car Series. Tytuł mistrzowski wywalczył Hiszpan Álex Palou, który był również najlepszy w klasyfikacji torów klasycznych. W punktacji torów owalnych zwycięstwo odniósł Meksykanin Pato O’Ward, z kolei najlepszym debiutantem został Nowozelandczyk Scott McLaughlin. W klasyfikacji konstruktorów najlepsza okazała się japońska Honda[532].
  - zakończył się 20. sezon Letniego Pucharu Kontynentalnego w skokach narciarskich 2021. Najlepszy okazał się Austriak Manuel Fettner[533].
  - 47. edycja Maratonu Berlińskiego. Jako pierwsi na metę wbiegli reprezentanci Etiopii – Guye Adola i Gotytom Gebreslase[534].
- 23–29 września – Mistrzostwa Świata w pływaniu w płetwach na otwartych akwenach w Kolumbii.

## Październik
- 2 października
  - zakończył się 27. sezon Indywidualnych Mistrzostw Świata w jeździe na żużlu. Tytuł mistrzowski wywalczył Rosjanin Artiom Łaguta. Drugie miejsce zajął Polak Bartosz Zmarzlik, natomiast trzecie drugi z reprezentantów Rosji Emil Sajfutdinow[535]
  - 19. Mistrzostwa świata w maratonie MTB we włoskiej Elbie. Po tytuły mistrzowskie sięgnęli Niemiec Andreas Seewald[536] oraz Austriaczka Mona Mitterwallner[536]. Polka Maja Włoszczowska zdobyła srebrny medal[537].
  - zakończył się 28. sezon Letniej Grand Prix w skokach narciarskich. W klasyfikacji indywidualnej zwyciężył Norweg Halvor Egner Granerud, natomiast w drużynowej reprezentacja Norwegii. Polak Dawid Kubacki zajął drugie, natomiast polska drużyna trzecie miejsce[538].
- 26 września–3 października – 17. edycja Pucharu Sudirmana, czyli Drużynowych Mistrzostw Świata w badmintonie w fińskim Vantaa. W finale Chińczycy pokonali Japończyków 3:1. Brązowe medale wywalczyli reprezentanci Malezji i Korei Południowej[539].
- 28 września–3 października – 40. Drużynowe Mistrzostwa Europy w tenisie stołowym w rumuńskiej Kluż-Napoce. Zarówno wśród mężczyzn[540], jak i u kobiet[541], najlepsi okazali się reprezentanci Niemiec.
- 30 września–3 października – 29. Mistrzostwa Świata w maratonie kajakarskim w rumuńskim Pitești. Klasyfikację medalową wygrała reprezentacja Węgier przed Duńczykami i Ukraińcami[542]. Srebrne medale dla Polski wywalczył Mateusz Borgiel indywidualnie (C-1)[543] oraz w duecie z Mateuszem Zuchorą (C-2)[544].
- 3 października
  - 118. edycja kolarskiego wyścigu Paryż-Roubaix. Najlepszy okazał się Włoch Sonny Colbrelli z grupy Bahrain Victorious[545].
  - 41. edycja Maratonu Londyńskiego. Jako pierwsi linię mety przekroczyli Etiopczyk Sisay Lemma oraz Kenijka Joyciline Jepkosgei[546].
  - Prix de l’Arc de Triomphe w jeździectwie w Paryżu. Zwycięstwo odniosła niemiecka załoga – dżokej René Piechulek na koniu Torquator Tasso pod okiem trenera Marcela Weißa[547].
- 3–9 października – 24. edycja dartowego turnieju World Grand Prix w angielskim Leicester. W finale Walijczyk Jonny Clayton pokonał rodaka Gerwyna Price’a 5:1[548]. Polak Krzysztof Ratajski dotarł do ćwierćfinału turnieju[549].
- 4–9 października – 14. edycja IHF Super Globe, czyli Klubowych Mistrzostw Świata w piłce ręcznej mężczyzn w arabskim Jeddah. Tytuł wywalczyli szczypiorniści niemieckiego SC Magdeburg, którzy pokonali rywali z hiszpańskiej FC Barcelony 33:28. W zespole zwycięzców był Polak Piotr Chrapkowski. Brązowy medal zdobyli zawodnicy duńskiego Aalborg Håndbold, którzy wygrali z reprezentantami brazylijskiego EC Pinheiros. Królem strzelców został Egipcjanin Akram Yosri (23 trafienia)[550].
- 9 października – 115. edycja kolarskiego wyścigu 2021 Il Lombardia. Zwycięstwo odniósł Słoweniec Tadej Pogačar z grupy UAE Team Emirates[551].
- 6–10 października
  - 2. finał Ligi Narodów UEFA w piłce nożnej mężczyzn we Włoszech. Tytuł wywalczyli reprezentanci Francji, którzy w ostatecznej rozgrywce pokonali Hiszpanów 2:1. Brąz zdobyli Włosi, którzy wygrali z Belgami takim samym stosunkiem bramek. MVP turnieju został Hiszpan Sergio Busquets, z kolei królem strzelców Francuz Kylian Mbappé[552].
  - 32. finał World Tour w siatkówce plażowej we włoskim Cagliari. Po triumf sięgnęli Norwegowie, Anders Mol i Christian Sørum[553] oraz Niemki, Karla Borger i Julia Sude[554].
- 5–9 października – 12. Mistrzostwa Europy w kolarstwie torowym w szwajcarskim Grenchen. Klasyfikację medalową wygrała reprezentacja Holandii przed Niemcami i Rosją[555]. Polacy wywalczyli cztery medale. Po złoto sięgnął Alan Banaszek (omnium)[556], natomiast po brąz Patryk Rajkowski (wyścig na kilometr)[557], Daria Pikulik (scratch)[558] oraz drużyna sprinterska mężczyzn (w składzie: Maciej Bielecki, Patryk Rajkowski, Mateusz Rudyk i Daniel Rochna)[559].
- 2–10 października – 17. Mistrzostwa Świata w zapasach w Oslo. W klasyfikacji medalowej najlepsi okazali się Irańczycy. Podium dopełnili Amerykanie i Japończycy[560]. W klasyfikacji punktowej, zarówno w stylu wolnym[561], jak i klasycznym[561], zwycięstwo odnieśli Rosjanie. W punktacji kobiet po wygraną sięgnęły natomiast Japonki[561]. Reprezentacja Polski wywalczyła cztery medale – po złoto sięgnął Magomedmurad Gadzhiev (styl wolny, w kat. do 70 kg)[562], natomiast po brąz Gework Sahakian (styl klasyczny w kat. do 72 kg)[563], Arkadiusz Kułynycz (styl klasyczny, w kat. do 87 kg)[564] oraz Katarzyna Krawczyk (w kat. do 53 kg)[565].
- 10 października – 43. edycja Maratonu Chicagowskiego. Jako pierwsi linię mety przekroczyli Etiopczyk Seifu Tura i Kenijka Ruth Chepngetich[566].
- 11 października – 104. edycja Maratonu Bostońskiego. Zwycięstwo odnieśli reprezentanci Kenii – Benson Kipruto i Diana Kipyogei[567].
- 4–17 października – 47. (32. u kobiet) edycja tenisowego turnieju Indian Wells Masters w Kalifornii.
- 12–17 października
  - 31. Pucharu Thomasa w badmintonie mężczyzn w duńskim Aarhus. W finale Indonezyjczycy pokonali Chińczyków 3:0. Brąz wywalczyli Duńczycy i Japończycy[568].
  - 28. edycja Pucharu Ubera w badmintonie kobiet w duńskim Aarhus. W finale lepsi okazali się reprezentantki Chin, które pokonały Japonki 3:1. Po brąz sięgnęły Koreanki i Tajki[569].
- 15–17 października – Mistrzostwa Świata w pumptrucku w Portugalii. Najlepsi okazali się Francuz Eddy Clerte i Belgijka Aiko Gommers[570].
- 14–17 października – 14. Mistrzostwa Europy w dartach w austriackim Salzburgu. W finale Anglik Rob Cross pokonał Holendra Michaela van Gerwena 11:8. Najwyżej punktowy rzut odnotował inny z reprezentantów Holandii Danny Nopert (170 punktów)[571].
- 16–17 października – 4. finał Speedway of Nations w jeździe na żużlu w angielskim Manchesterze. Tytuł mistrzowski wywalczyli Brytyjczycy (w składzie: Dan Bewley, Robert Lambert, Tai Woffinden i Tom Brennan). Drugie miejsce zajęli Polacy (w składzie: Bartosz Zmarzlik, Maciej Janowski i Jakub Miśkowiak), natomiast trzecie Duńczycy (w składzie: Leon Madsen, Mikkel Michelsen i Mads Hansen)[572].
- 18–24 października – 50. Mistrzostwa świata w gimnastyce sportowej w japońskim Kitakyushu. W klasyfikacji medalowej triumfowali Chińczycy przed Japończykami i Włochami[573].
- 20–24 października – 111. Mistrzostwa świata w kolarstwie torowym we francuskim Roubaix. Klasyfikację medalową wygrała reprezentacja Niemiec, która wyprzedziła Holendrów i Włochów[574].
- 27–31 października – 38. Mistrzostwa świata w gimnastyce artystycznej w japońskim Kitakyushu. Zwycięstwo w klasyfikacji medalowej odnieśli reprezentanci Rosji przed Włochami i Białorusinami[575].

## Listopad
- 26 października–2 listopada – 117. edycja World Series w baseballu. W rywalizacji do czterech zwycięstw lepsza okazała się Atlanta Braves, która pokonała Houston Astros 4:2. MVP turnieju został Kubańczyk Jorge Soler[576].
- 2 listopada – 161. edycja konkursu jeździeckiego o Puchar Melbourne. Zwycięstwo odniosła nowozelandzka załoga – dżokej James McDonald na koniu Verry Elleegant i pod okiem trenera Christa Wallera[577].
- 26 października–6 listopada – 21. Mistrzostwa Świata w boksie amatorskim w Belgradzie. Klasyfikację medalową wygrała reprezentacja Kuby, która wyprzedziła Kazachów i Amerykanów[578].
- 1–6 listopada – 50. edycja Pucharu Federacji/Billie Jean King w tenisie ziemnym kobiet w Pradze. W finale reprezentantki Rosji (w składzie: Darja Kasatkina, Ludmiła Samsonowa i Jekatierina Aleksandrowa) pokonały Szwajcarki (w składzie: Jil Teichmann, Belinda Bencic, Viktorija Golubic i Stefanie Vögele) 2:0[579].
- 2–6 listopada – 10. edycja Pucharu Interkontynentalnego w piłce nożnej plażowe mężczyzn w Zjednoczonych Emiratach Arabskich. Po czwarty tytuł w historii sięgnęli reprezentanci Rosji, którzy w finale pokonali Irańczyków 3:2. Brąz zdobyli Senegalczycy, którzy wygrali z reprezentantami Portugalii 7:4.
- 27 października–7 listopada – Grand Swiss w szachach kobiet w Rydze. Najlepsza okazała się Chinka Lei Tingjie[580].
- 6 listopada – 38. edycja konkursu jeździeckiego Breeders’ Cup Classic w amerykańskim mieście Del Mar, w stanie Kalifornia. Zwycięstwo odnieśli Dominikanin Joel Rosario, który dosiadał amerykańskiego konia Knicks Go. Jego trenerem był Amerykanin Brad H. Cox.
- 1–7 listopada – 49. edycja tenisowego turnieju Paris Masters. W grze pojedynczej triumfował Serb Novak Đoković (po raz szósty)[581], natomiast w grze podwójnej Niemiec Tim Pütz i Nowozelandczyk Michael Venus[582].
- 2–7 listopada – 25. Mistrzostwa Europy w pływaniu na krótkim basenie w Kazaniu. W klasyfikacji medalowej triumf odnieśli Rosjanie, którzy wyprzedzili Holendrów i Włochów. Reprezentacja Polski zajęła szóste miejsce z dorobkiem ośmiu medali. Po złoto sięgnęli grzbiecista Radosław Kawęcki (200 metrów) i delfinistka Alicja Tchórz (100 metrów). Srebro dwukrotnie wywalczyła kraulistka Katarzyna Wasick (50 i 100 metrów). Brąz zdobyli kraulista Paweł Juraszek (50 metrów), delfinista Jakub Majerski (100 metrów), sztafeta 4x50 metrów kobiet stylem dowolnym (w składzie: Wasick, Kornelia Fiedkiewicz, Dominika Sztandera i Tchórz) oraz sztafeta mieszana 4x50 metrów stylem dowolnym (w składzie: Juraszek, Majerski, Tchórz i Wasick). W klasyfikacji punktowej najlepsi okazali się Włosi przed Rosjanami i Holendrami. Polacy zajęli w tym zestawieniu piątą pozycję.
- 7 listopada – 50. edycja Maratonu Nowojorskiego. Najlepsi okazali się reprezentanci Kenii – Albert Korir i Peres Jepchirchir.
- 25 października-8 listopada – Grand Swiss w szachach mężczyzn w Rydze. Zwycięstwo odniósł Francuz Alireza Firouzja[580].
- 3–8 listopada – Złoty Finał Pucharu Świata w pływaniu w płetwach w Egipcie. Najlepsza okazała się reprezentacja Rosji.
- 6–13 listopada – 69. Mistrzostwa Świata w łyżwiarstwie szybkim na rolkach w Kolumbii. Klasyfikację medalową wygrali Kolumbijczycy przed Francuzami i reprezentantami Chińskiej Tajpej.
- 9–13 listopada – 4. edycja tenisowego turnieju Next Generation ATP Finals w Mediolanie.
- 12–14 listopada – Mistrzostwa Świata w sambo w Uzbekistanie. Zwycięstwo w klasyfikacji medalowej odniosła reprezentacja Rosji.
- 6–15 listopada – 29. Mistrzostwa Świata w bowlingu w Dubaju. Po tytuły mistrzowskie sięgnęli Szwed James Blomgren i Singapurka Shayna Ng.
- 10–17 listopada – 50. edycja WTA Finals 2021, czyli nieoficjalnych Mistrzostw Świata w tenisie ziemnym w meksykańskim Zapopanie. W grze pojedynczej zwycięstwo odniosła Hiszpanka Garbiñe Muguruza, natomiast w deblu reprezentantki Czech, Barbora Krejčíková i Kateřina Siniaková.
- 3–21 listopada – 13. edycja Copa Libertadores w Paragwaju i Urugwaju.
- 13–21 listopada – 15. edycja Grand Slam w dartach w angielskim Aldersley. W finale Walijczyk Gerwyn Price pokonał Szkota Petera Wrighta 16:8.
- 16–21 listopada – 25. Mistrzostwa Świata w karate w Dubaju. Po zwycięstwo w klasyfikacji medalowej sięgnęli Japończycy. Podium dopełnili reprezentanci Egiptu i Hiszpanii.
- 18–21 listopada
  - 35. Mistrzostwa świata w skokach na trampolinie w Baku. W klasyfikacji medalowej triumf odnieśli Rosjanie, którzy pokonali Brytyjczyków i Chińczyków.
  - 11. edycja golfowego turnieju CME Group Tour Championship w amerykańskim mieście Naples, w stanie Floryda.
- 19–21 listopada – 21. Mistrzostwa Świata w estetycznej gimnastyce ruchowej w Helsinkach. Klasyfikację medalowa ex aequo wygrały reprezentacje Finlandii i Rosji.
- 20–27 listopada – 46. Mistrzostwa Europy w curlingu w norweskim Lillehammer.